# Collezione Mattei

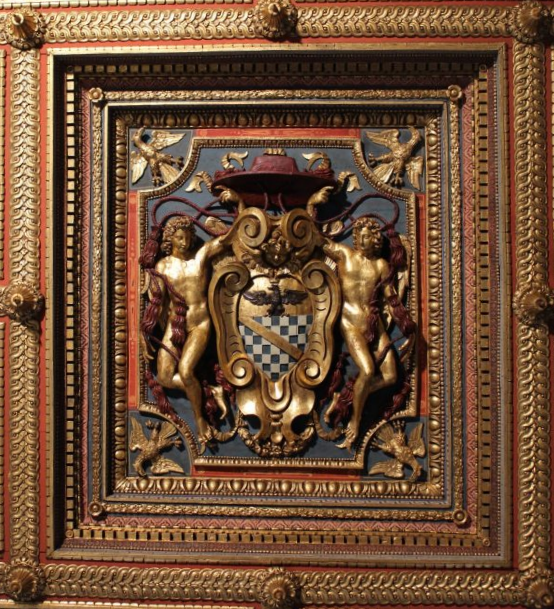
Lo stemma della famiglia Mattei di Giove

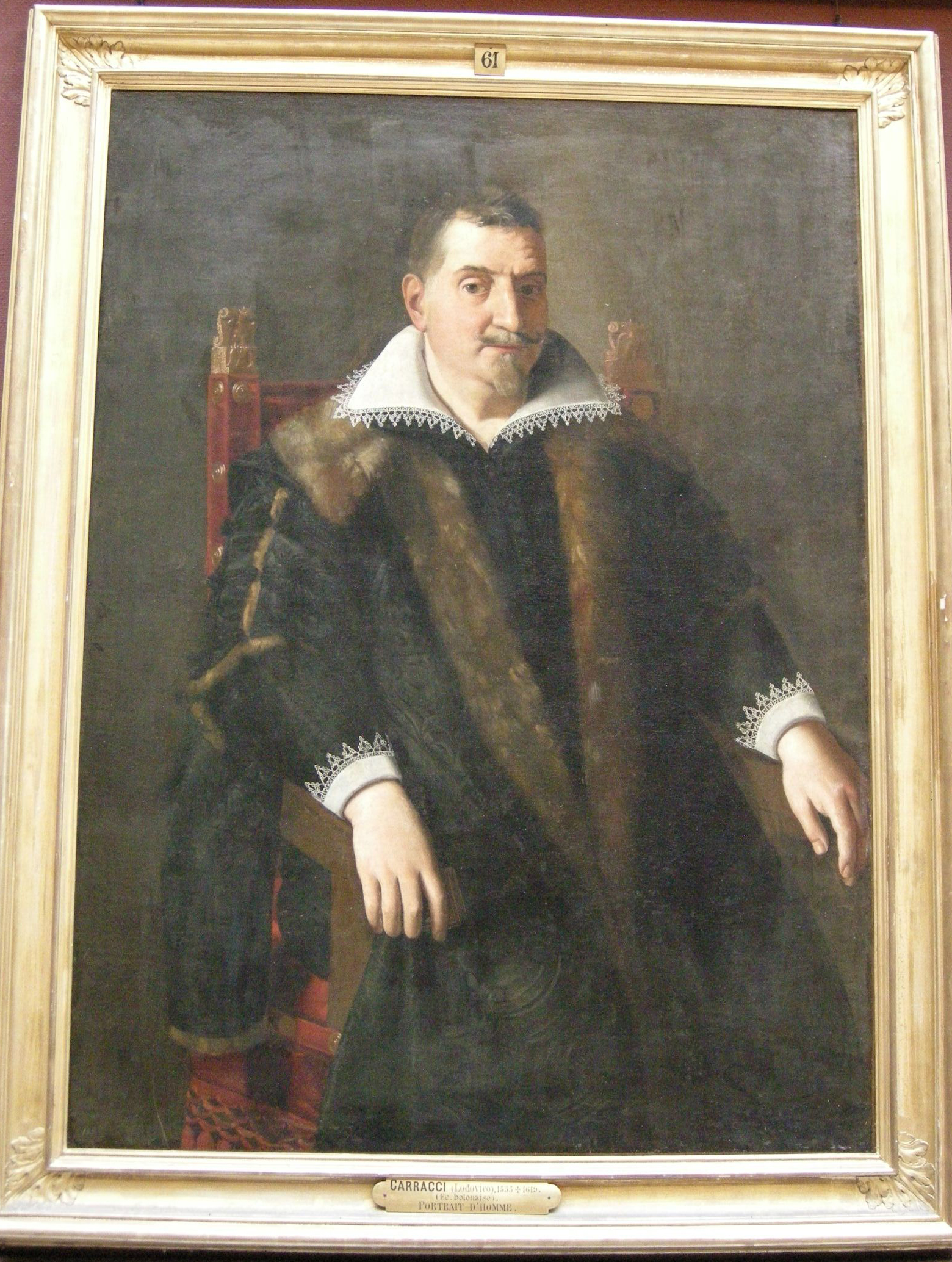
Ritratto di Asdrubale Mattei, Anonimo romano del XVII secolo (Museo Condé, Chantilly)

La collezione Mattei è stata una collezione d'arte nata a Roma nel XVII secolo e appartenuta all'omonima famiglia romana.
Ritenuta sin dal principio tra le grandi collezioni d'arte del XVII secolo della città pontificia, frutto del mecenatismo dei fratelli Ciriaco e Asdrubale Mattei, deve la sua peculiarità al corposo numero di opere di pittori caravaggeschi che l'hanno composta, di cui almeno tre tele commissionate direttamente allo stesso Merisi.
Smembrata a partire dal XVIII secolo, le opere (sia pittoriche che archeologiche) sono oggi dislocate in diversi musei e collezioni private del mondo.

## Storia

### Cinquecento

#### L'insula Mattei

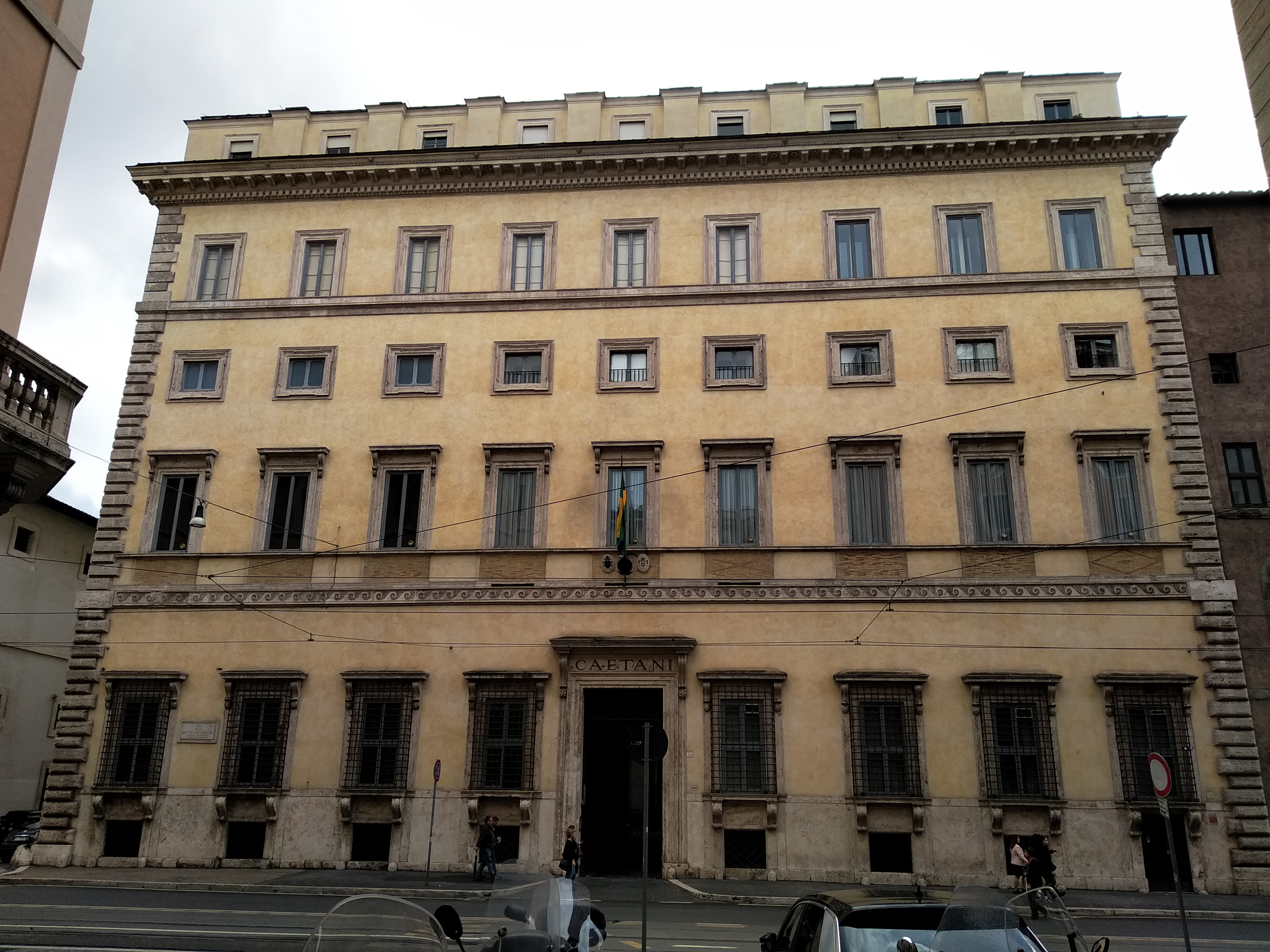
Palazzo di Ciriaco Mattei alle Botteghe Oscure

I Mattei furono una importante famiglia della nobiltà romana che trovò il suo momento di massima espansione socio-economica dopo il sacco di Roma del 1527. Originariamente residenti nel rione Trastevere, infatti, colsero l'occasione del momento storico per acquistare proprietà immobiliari a basso costo nell'insula "al di qua del fiume", presso Sant'Angelo in Pescheria, che diverrà poi nota come Isola Mattei.
Alla metà del secolo Alessandro Mattei avvia la costruzione del palazzo di famiglia in via delle Botteghe Oscure e, insieme al fratello Paolo, quella della cappella familiare presso la chiesa di Santa Maria in Ara Coeli, per cui Cristoforo Roncalli esegue cicli sulle Storie della Passione.

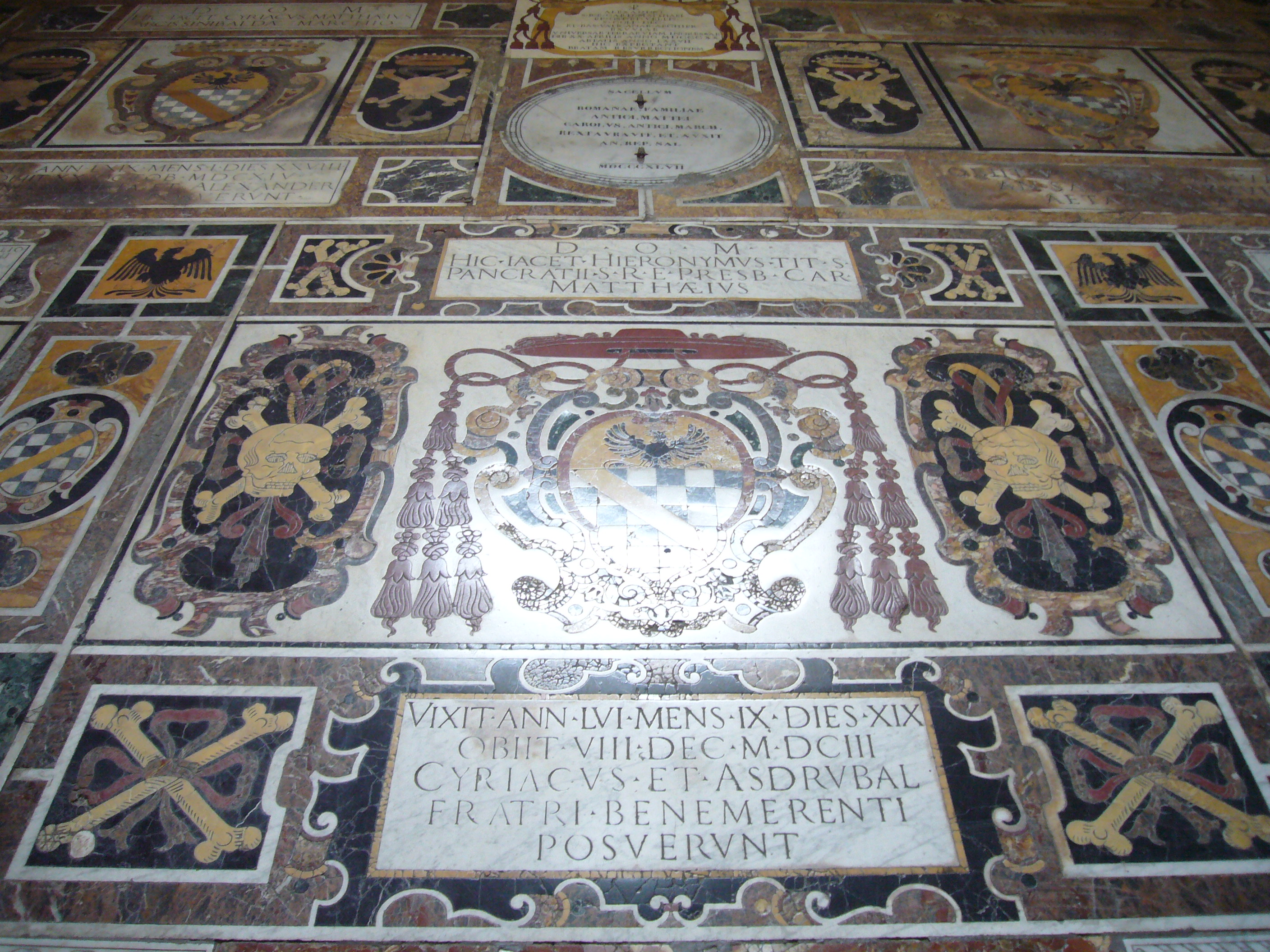
Le tombe di alcuni esponenti della famiglia Mattei nella chiesa di Santa Maria in Ara Coeli di Roma

Contestualmente Ludovico II, cugino di Alessandro, invece, commissiona nella stessa insula familiare il palazzo Mattei di Paganica.

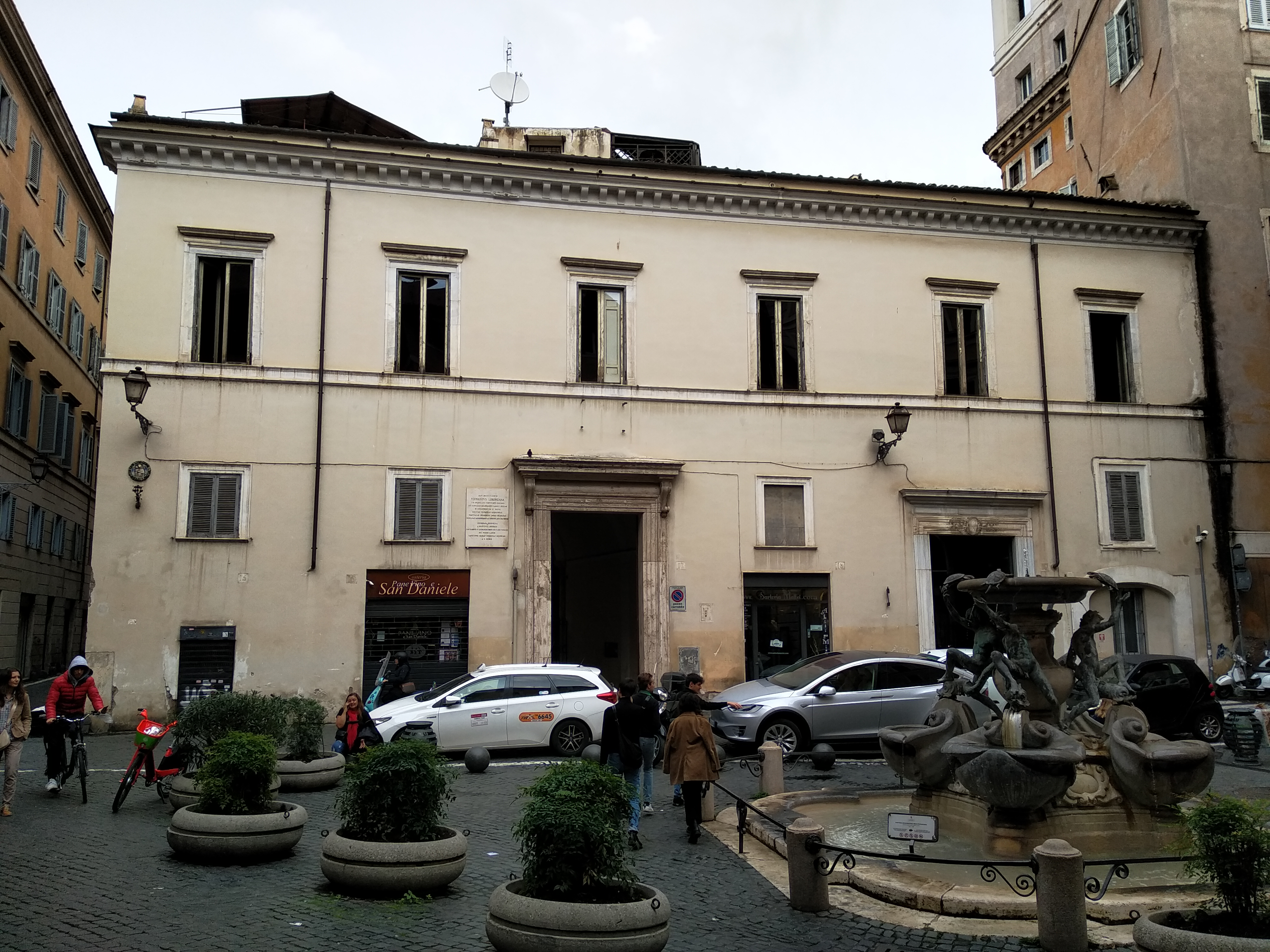
Palazzo di Giacomo Mattei su piazza Mattei

Intorno al 1560, probabilmente in occasione del matrimonio tra Ciriaco (figlio di Alessandro) e Claudia Mattei (figlia di Giacomo, cugino di Alessandro), viene chiamato Taddeo Zuccari, coadiuvato dal fratello Federico, a decorare alcune sale del palazzo alle Botteghe Oscure con Storie di Alessandro Magno. L'artista era già noto in casa Mattei, avendo affrescato la facciata del palazzo di Giacomo nel 1548, con Storie di Furio Camillo, e la cappella gentilizia nella chiesa di Santa Maria della Consolazione.
Sul finire del secolo, tra il 1592 e il 1600, la famiglia conclude la propria ascesa sociale nella nobiltà romana con l'acquisto dei feudi di Antuni, Giove, Castel San Pietro, Rocca Sinibalda e Belmonte.
Nel 1598 iniziano infine i lavori di Carlo Maderno al palazzo ai Funari di Asdrubale Mattei, ultimo edificio in ordine cronologico innalzato nell'insula.

#### La nascita della collezione con Girolamo e Ciriaco Mattei
La collezione nacque e si sviluppò principalmente grazie all'attività dei tre figli maggiori di Alessandro, ossia i marchesi Ciriaco e Asdrubale e, in misura minore, il cardinale Girolamo, il quale fu più attivo nelle commissioni di ammodernamento del palazzo familiare, chiamando Paul Brill e Cristoforo Roncalli per decorare il primo alcuni ambienti del palazzo con paesaggi e virtù, il secondo la propria cappellina privata con Storie di san Girolamo, di san Matteo e di san Francesco, oltre a un numero non particolarmente elevato di quadri (il suo inventario registrava poco meno di 20 opere nella sua collezione) di scuola veneziana acquistati quando fece parte dei cardinali che seguirono la spedizione di Clemente VIII a Ferrara nel 1598.

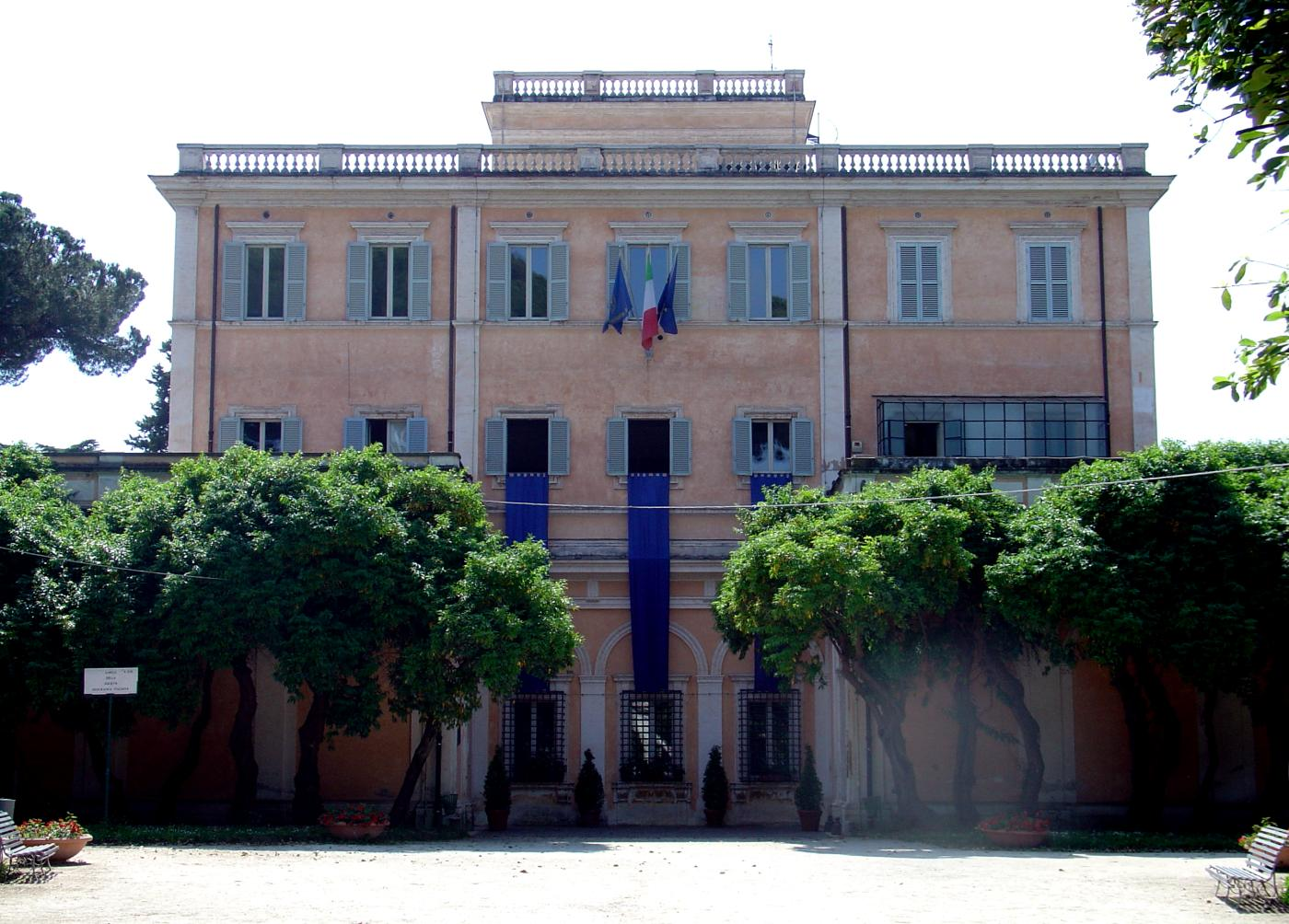
Villa di Ciriaco Mattei al Celio

La collezione del marchese Ciriaco Mattei non era collocata solo presso il suo palazzo alle Botteghe Oscure, ma anche nella villa della Navicella al Celio, costruita a partire dal 1570 su una vigna ottenuta nel 1566 in eredità dal suocero Giacomo Mattei: risultavano esser qui presenti diverse sculture di Pietro Paolo Olivieri, tra cui un'Andromeda e un Apollo e Marsia, incaricato anche di sistemare tutto l'arredo statuario della villa, nonché un cospicuo numero di pezzi di statuaria classica e incisioni antiche che adornavano sia i giardini che gli interni, acquistati in larga parte tra il 1595 e il 1599, come dodici statue e svariate statue di animali dalla collezione Savelli, altre dieci dalla famiglia Santacroce, comperate per 600 scudi, una dalla collezione Massimo e altre dai mercanti d'antiquariato cittadini.
Altre statue antiche furono invece collocate nel cortile del palazzo alle Botteghe Oscure, costituendo il punto di partenza della componente di archeologica della collezione nell'insula Mattei, sebbene il nucleo più corposo sarà quello che poi raccoglierà nel tempo il fratello Asdrubale nell'adiacente palazzo personale.
Ciriaco, noto già alle cronache del tempo per essere un uomo molto colto e generoso verso i pittori ai quali affidava le commesse, fu l'iniziatore vero e proprio della raccolta artistica. Nel suo palazzo dell'insula, infatti, sul finire del Cinquecento andava costituendosi anche la quadreria, che diverrà una delle più importanti della Roma del Seicento. Tra i pittori più frequenti nella collezione di fine secolo figuravano il Bassano, Girolamo Muziano, già chiamato in precedenza per decorare la cappella familiare in Aracoeli.

### Seicento

#### Le commesse di Ciriaco Mattei a Caravaggio
Il 17 agosto del 1600 il cardinale Girolamo Mattei istituisce la primogenitura nobiliare in favore dei fratelli Ciriaco e Asdrubale, col fine di tramandare intatta la coesione del patrimonio immobiliare e finanziario della famiglia.
Per iniziativa di Ciriaco Mattei, dal 1601 al 1603, il Caravaggio venne ospitato presso il suo palazzo alle Botteghe Oscure: sebbene infatti nominalmente Merisi fosse ospite del cardinale Girolamo, che tra i tre fratelli era quello che ricopriva un ruolo sociale di maggior rilievo, fu effettivamente Ciriaco il protettore dell'artista lombardo durante i suoi primi anni romani (secondo subito dopo il cardinal Del Monte, a cui poi si affiancheranno i fratelli Giustiniani).

Cena in Emmaus, Caravaggio

Durante la permanenza del pittore presso il palazzo, Ciriaco gli commissionò tre dipinti (la Cena in Emmaus, la Cattura di Cristo e il San Giovanni Battista "capitolino") che assunsero sin dal principio un ruolo predominante all'interno della collezione; essi furono molto ben pagati dal Mattei, che elargì 85 scudi per il San Giovanni, 125 scudi per la Cattura di Cristo “con la cornice nera rabescata d’oro col suo taffetà rosso, e cordoni di seta rossa, e fiocchi pendenti”, e ben 150 scudi per la Cena in Emmaus.

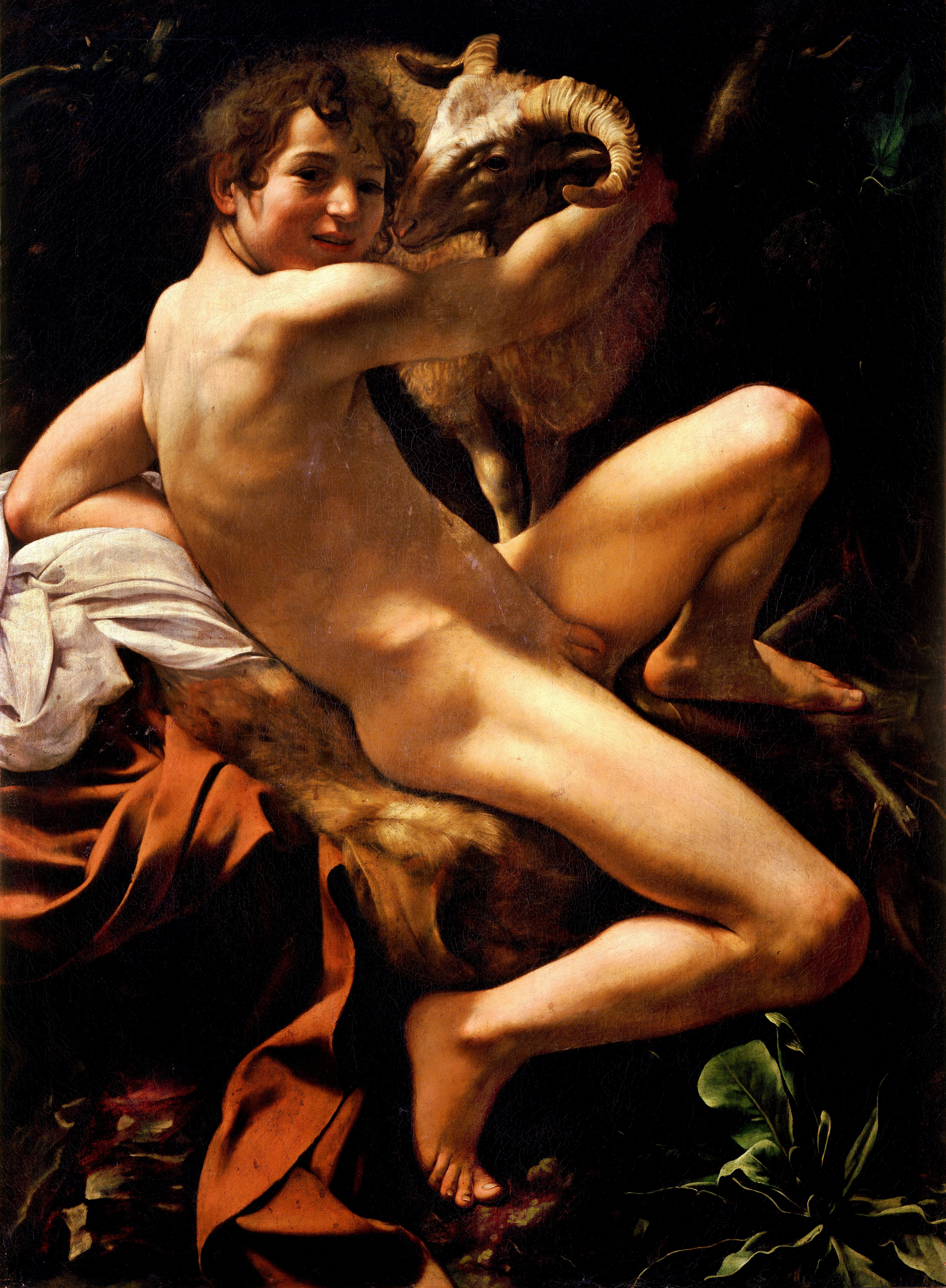
San Giovanni Battista, Caravaggio

Una delle tre opere commissionate da Ciriaco al Merisi uscì comunque ben presto dalla collezione: la Cena in Emmaus, infatti, fu regalata intorno al 1605 al neo cardinale Scipione Borghese per celebrare la sua elevazione alla porpora. Questa donazione, così come altre simili che riguarderanno altre opere della sua collezione, faceva parte di una più ampia strategia del Mattei volta a ingraziarsi i più illustri esponenti della società romana.
Per quanto concerne la raccolta presente nella villa al Celio, invece, dal 1602 iniziarono a installarsi lungo i viali della villa al Celio le fontane monumentali che portavano in loco l'acqua Felice tramite parziale utilizzo dell'acquedotto Claudio, nel 1603 Ciriaco acquistò per 100 scudi dal cavalier Marcantonio Pietra quattro tele di Bartolomeo Passerotti, la Macelleria e la Pescheria (oggi a Palazzo Barberini di Roma), la Venditrice di Pollame (oggi alla Fondazione Longhi) e una Venditrice di Ortaggi (oggi forse identificabile con quella al museo nazionale di Berlino), mentre nel 1605 il marchese ricevette in dono dal duca Virginio Orsini la statua dell'Amicizia di Cristoforo Stati, che venne collocata nella stessa villa assieme ad altre sculture moderne acquistate nello stesso giro d'anni e a un gruppo di quadri a paesaggisti, storie mitologiche (come la Diana e Atteone e la Venere e Adone di Paul Bril), nature morte e ritratti illustri.
Nel 1610, per volere di Ciriaco, fu istituito un fedecommesso sui beni artistici (rientravano nel vincolo anche i reperti archeologici della villa al Celio) che vietava agli eredi la vendita dei pezzi. Alla morte del nobile nel 1614 venne redatto l'inventario dei beni della villa al Celio e la collezione passò al figlio Giovanni Battista.

#### La collezione sotto Giovanni Battista Mattei e il secondo inventario dei beni di Ciriaco del 1616
Nel 1616, due anni dopo la morte di Ciriaco, il figlio Giovanni Battista fece redigere un secondo inventario riguardante anche i beni del palazzo alle Botteghe Oscure, così da avere un quadro esaustivo sullo stato della collezione lasciata da Ciriaco.
Figuravano nell'elenco dei quadri di Ciriaco, oltre ai due dipinti "superstiti" del Caravaggio, quindi il San Giovanni Battista e la Cattura di Cristo «con la cornice nera rabescata d’oro col suo taffetà rosso, e cordoni di seta rossa, e fiocchi pendenti», che fu già menzionato nelle notule di pagamento di Ciriaco Mattei del 1603, dove venne indicato con la medesima descrizione, un'opera di Antiveduto Grammatica, la Disputa di Cristo tra i dottori (oggi in custodia presso la Galleria nazionale di Edimburgo), “con la cornice nera rabescata d’oro col suo taffetà verde, e cordoni pendenti, e fiocchi di seta verde”, che rappresentava il pezzo più importante del catalogo dopo quelli del Merisi, alcune opere di Bartolomeo Cavarozzi, tra cui la Disputa di santo Stefano (oggi a New York), alcune opere di Lorenzo Lotto, di cui l'Assunzione di Maria (oggi alla Pinacoteca di Brera di Milano) e infine una Cacciata dei mercanti dal Tempio e una Fuga in Egitto entrambe di Carlo Saraceni (entrambe oggi perdute, seppur la prima è nota attraverso una copia).
Quasi tutte le opere della quadreria erano di committenza o acquisizione da parte ci Ciriaco, mentre Giovanni Battista apportò l'aggiunta di pochi quadri, tra cui una Battaglia di Cesare e Pompeo di Gaspare Celio, pagata 100 scudi.

#### La collezione sotto Asdrubale Mattei di Giove: la questione dellaCattura di Cristodi Caravaggio
Intorno al 1624 per volere testamentario di Giovanni Battista si decise di donare, in violazione del fedecommesso paterno, svariati quadri della collezione. Asdrubale Mattei, che disponeva di una collezione artistica personale libera da quella "principale" di Ciriaco, e la moglie Costanza Gonzaga ebbero due tele a scelta (lui scelse una Fiera del Bassano, lei la Giostra del Belvedere), il principe Peretti una Maddalena, la Festa di Testaccio finì a monsignor Magnanelli, il Figliol prodigo del Bassano a Erminia Mattei, un San Bastiano a Maria Teresa Mattei, il San Giovanni Battista di Caravaggio entrò invece nelle collezioni di Francesco Maria Del Monte e una delle versioni della Cattura di Cristo del Caravaggio al cugino Paolo Mattei.

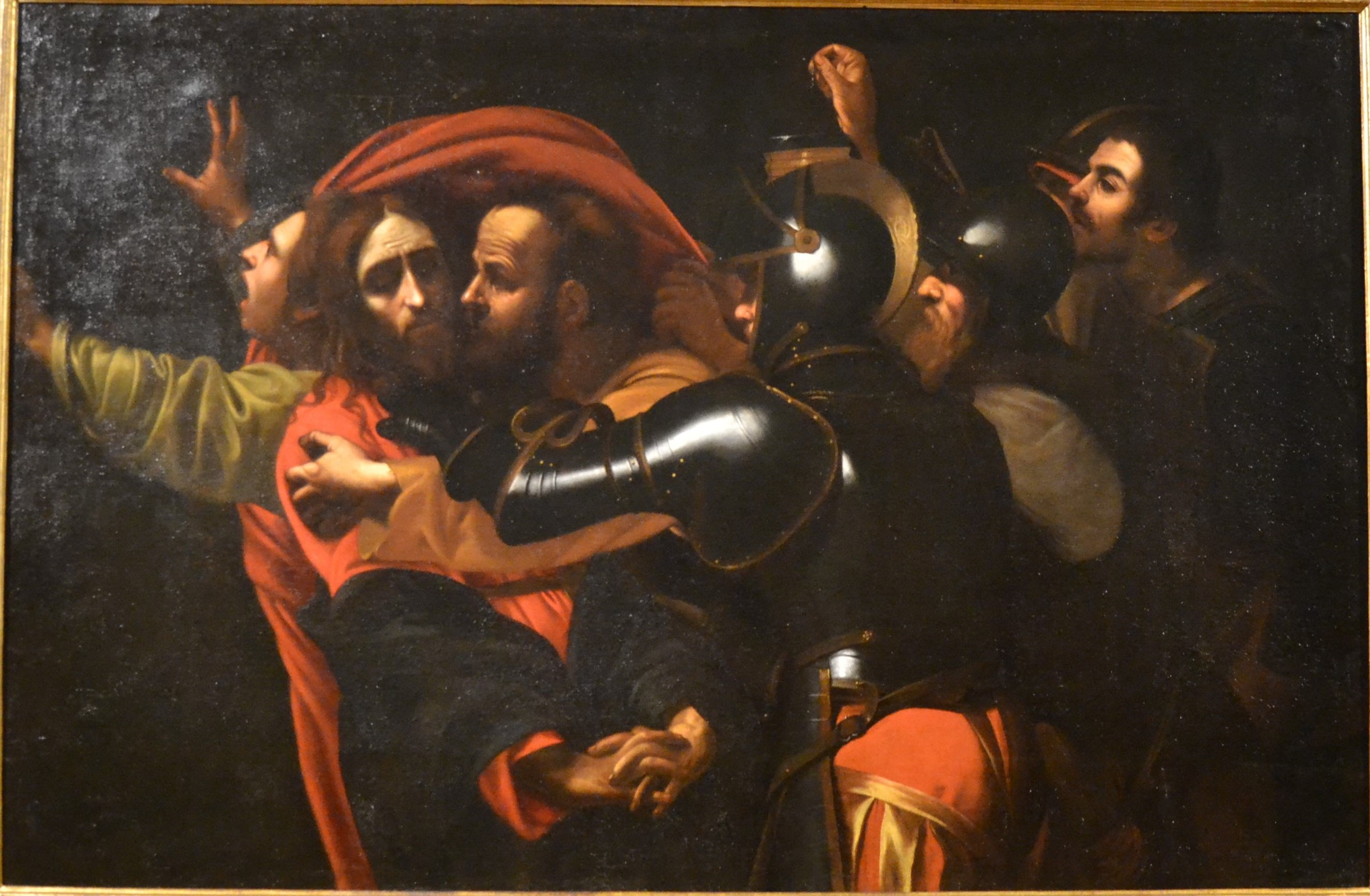
Cattura di Cristo, versione in collezione privata romana

A questo punto l'unica opera che con assoluta certezza rimase nelle collezioni Mattei fu la Cattura di Cristo, che diverrà nota in più redazioni e copie fatte realizzare dai vari familiari che hanno disposto della collezione, a causa delle quali si è determinato in epoche moderne un dibattito in merito a quale tra queste fosse la versione originale della tela.
L'inventario della collezione del palazzo alle Botteghe Oscure, redatto nel 1616 post mortem a Ciriaco dal figlio erede Giovanni Battista Mattei, registra al n. 22 la Cattura di Cristo (indicata in questo e in tutti gli inventari successivi sempre o come Presa di Nostro Signore o come Presa di Gesù) del Caravaggio “con la cornice nera rabescata d’oro col suo taffetà rosso, e cordoni di seta rossa, e fiocchi pendenti” e un'altra redazione di questo soggetto senza riferimento dell'autore al n. 33 “con cornice nera”.
Successivi due inventari di Giovanni Battista registrano ancora il dipinto della Cattura di Cristo, dove in quello del 1621, al n. 27 l'opera è indicata senza menzione del pittore con "cornice nera con lista d'oro", mentre in quello del 1624 redatto poco prima della sua morte, al n. 12 il dipinto è riportato con il riferimento alla mano del Caravaggio con "la sua cornice dorata con la sua coperta di taffettano rossa".

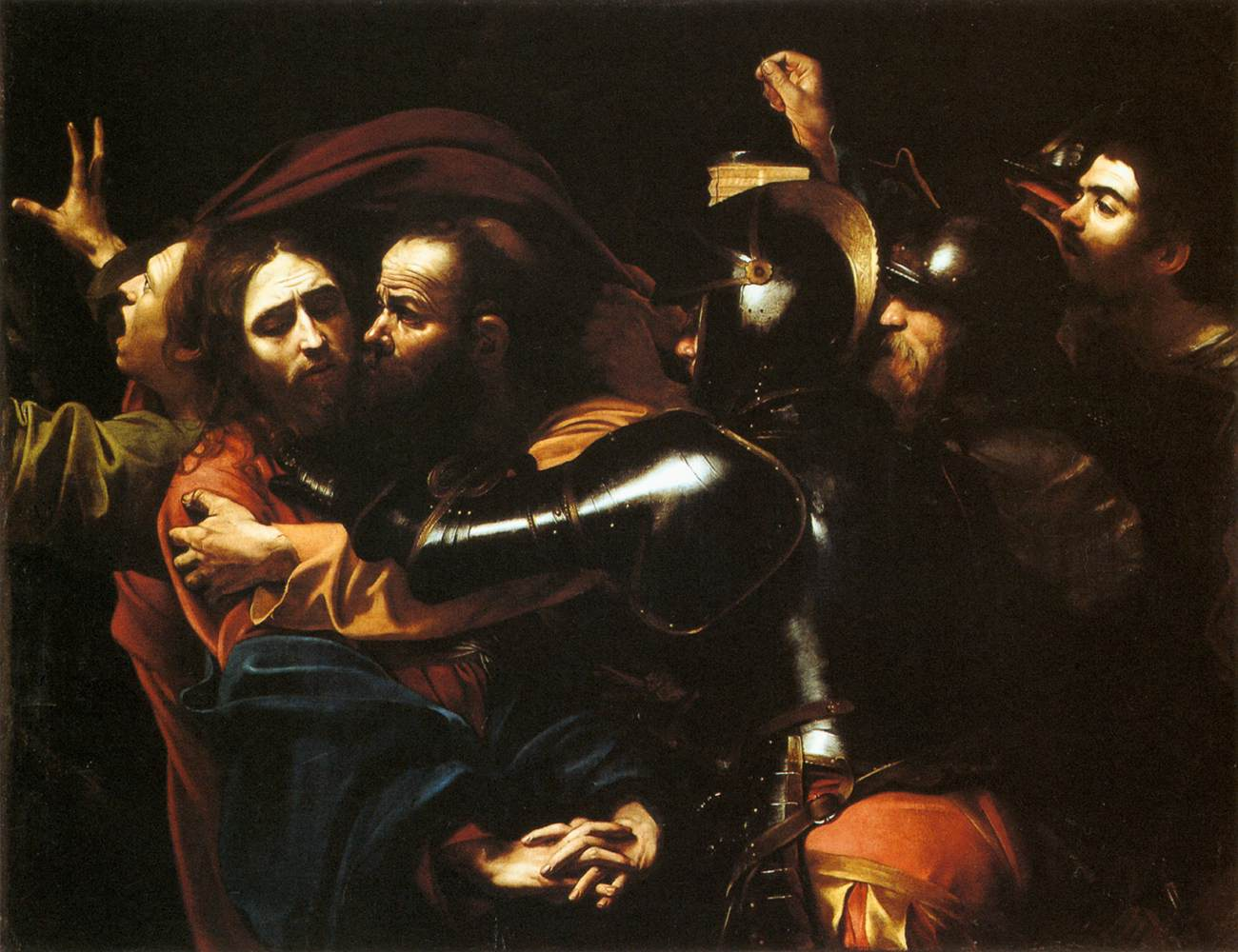
Cattura di Cristo, versione di Dublino

Alla morte di Giovanni Battista nel 1624 la collezione e i palazzi familiari passarono al fratello Alessandro, il quale tuttavia vi rinuncerà in cambio di un vitalizio in favore dello zio Asdrubale. A questo punto il nobile riunì per la prima volta la propria collezione personale con quella di Ciriaco-Giovanni Battista. Il primo inventario della collezione di Asdrubale, datato 1604, riportava 109 dipinti facenti parte della sua quadreria, tra cui un San Bastiano (Sebastiano) del Caravaggio, non rintracciato, mentre dopo l'unione delle due raccolte, con l'aggiunta di altre commissioni successive di Asdrubale, porteranno la collezione a inventariare nel 1631 ben 324 opere.
In un inventario della collezione sotto Asdrubale Mattei, redatto a mo' di postilla da aggiungere a un precedente suo personale inventario del 1613 riguardante le opere del suo palazzo ai Funari, figurò il dipinto con soggetto la Presa di Cristo che fu di Ciriaco e Giovanni Battista. In questo caso la tela è segnalata al n. 134 senza menzione dell'autore con "cornice nera rabescata d'oro". La versione in questione coincide con quella commissionata direttamente da Ciriaco (riteneva il Bellori che fosse lo stesso Asdrubale il committente del dipinto) e ricomparirà successivamente di nuovo negli inventari del 1631 e 1638, e poi nell'inventario di Alessandro Mattei nel 1729 prima e poi in quello di Girolamo II Mattei nel 1753. Questa tela sarebbe identificabile da parte della critica moderna con quella in collezione privata romana, proprio per via del particolare della cornice, anche se questo assunto però non troverebbe pieno riscontro con quelle che sono le notizie documentali del dipinto in questione, secondo le quali l'opera prima di giungere in collezione Colonna di Stigliano, poi Ruffo di Calabria, quindi presso la collezione privata Ladis Sannini e infine in quella Bigetti di Roma, sarebbe confluita in un momento imprecisato dalla collezione Mattei alla collezione Vandeneynden di Napoli, dove compare nel 1688, quando in realtà starebbe a quella data ancora in casa Mattei, per di più descritta nell'inventario della famiglia fiamminga con "cornice indorata" (e non "nera rabescata d'oro") e di dimensioni pari a "palmi 8 e 10", così come nell'inventario di Girolamo I del 1676 una presa di Cristo è con "cornice dorata" ma di "palmi 6 e 8", mentre in quella di Girolamo II del 1753 è "con cornice [...] d'intaglio dorato" e di "palmi 6 e 7", .

La versione che fu donata da Giovanni Battista al cugino Paolo, invece, fu descritta come opera del Caravaggio «con cornice dorata e sua tendina di taffetà verde» e finirà anch'essa nelle eredità del fratello Girolamo nel 1638 seguendo poi la collezione nel passaggio agli eredi. Questa tela sarebbe identificabile da una parte della critica moderna con quella a Dublino, considerandola appartenente a un suo seguace ascrivibile a Gerrit van Honthorst, così come riportato nell'inventario del 1793.

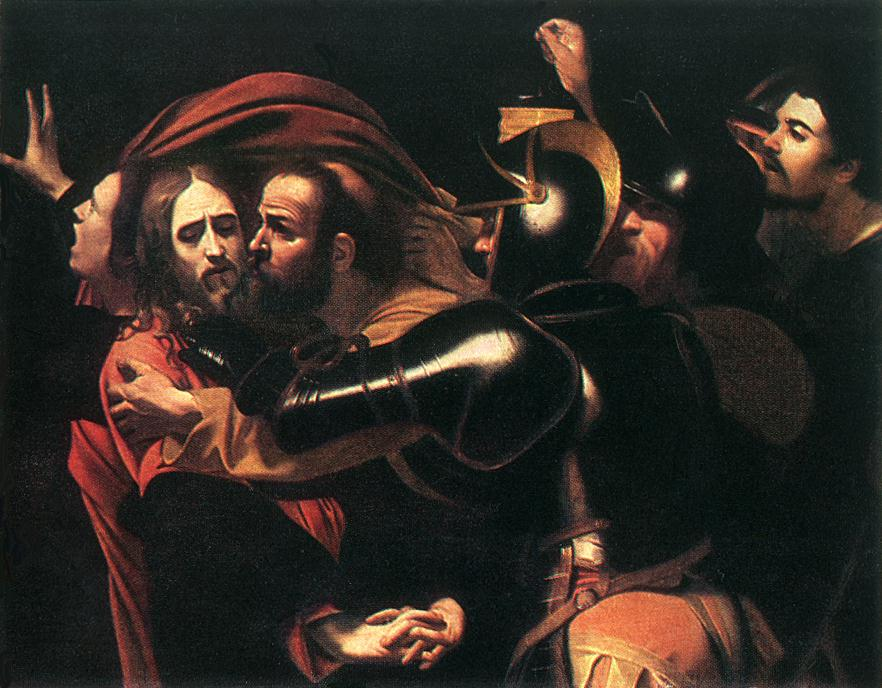
Cattura di Cristo, versione di Odessa

La differenza sostanziale sotto il profilo della cronistoria che esiste tra i dipinti più noti della Cattura di Cristo, quindi quello in collezione privata romana e quello di Dublino, riguarda il percorso che questi hanno fatto, dove se uno (quello con "cornice nera rabescata d'oro", identificabile con la versione in collezione privata romana) compare già nelle notule di Ciriaco Mattei e quindi nella collezione di Giovanni Battista e poi di Asdrubale, l'altro (con "cornice dorata", identificabile con quello di Dublino) comparirebbe per la prima volta in occasione della donazione del 1624 di Giovanni Battista al cugino Paolo, da cui passa poi direttamente al fratello Girolamo e alla sua discendenza, saltando quindi l'iter che porta le collezioni ad Asdrubale presso cui invece convergerà effettivamente la collezione.
Una versione del dipinto fu poi fatta copiare da Asdrubale nel 1626 e donata anch'essa a Paolo (la tela oggi a Odessa), che quindi disponeva almeno di due redazioni di questo soggetto, la quale ricomparirà nel 1868 in una vendita all'asta a Parigi, dove fu regalato a Vladimir Aleksandrovič Romanov, esponente della famiglia imperiale di Russia. Ancora un'altra versione della Cattura di Cristo di cui oggi si son perse le tracce, fu infine venduta dai Mattei a William Hamilton Nisbet nel 1626.
Nel 1629 Asdrubale impone il fedecommesso perpetuo sui suoi beni, elencandoli uno ad uno, quadri e statue, disposti negli ambienti del suo palazzo ai Funari.

##### Il palazzo Mattei di Giove ai Funari

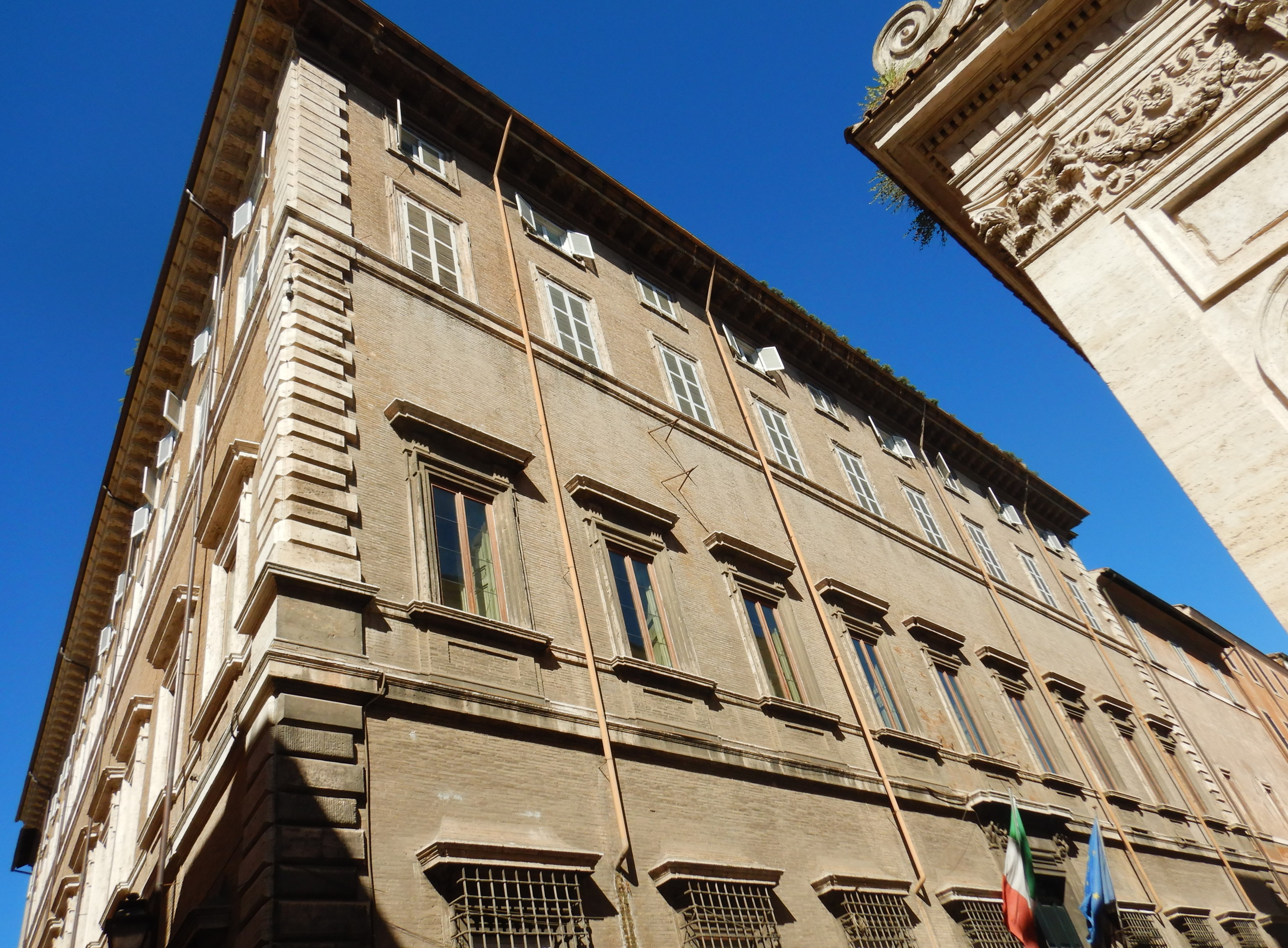
Palazzo di Adrubale Mattei di Giove ai Funari

La collezione di Asdrubale nacque ereditando dallo zio Paolo i reperti archeologici che questi aveva raccolto nel tempo, compreso la sua villa al Palatino, e si sviluppò in maniera parallela rispetto a quella che intanto andava costruendo il fratello Ciriaco: le due saranno riunite solo con il lascito del nipote Alessandro, che rinunciò all'eredità del fratello Giovanni Battista. Se Ciriaco fu particolarmente generoso in termini economici, Asdrubale fu invece noto per essere un cattivo pagatore per gli artisti, particolarmente avido e sempre pronto a fare gare a ribasso durante le trattative economiche con loro.
Nonostante ciò, con lui la famiglia godette di un notevole aumento di prestigio, sia grazie alla formazione della collezione d'arte che, in particolare, grazie all'espansione delle proprietà immobiliari, in primis con l'edificazione del palazzo Mattei ai Funari a Roma.

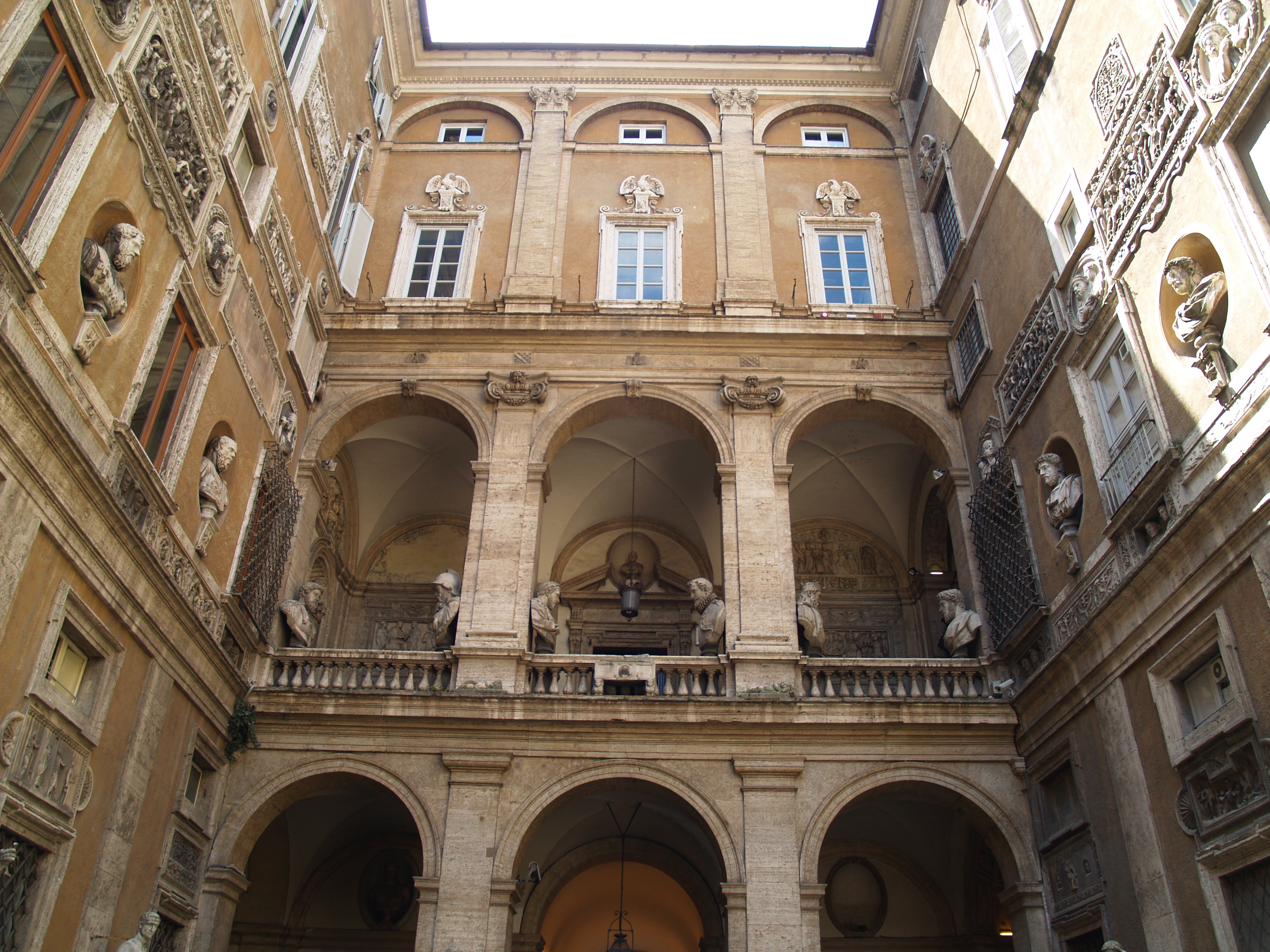
Scorcio della loggetta dal cortile interno di palazzo di Asdrubale Mattei di Giove ai Funari

A contribuire alle numerose decorazioni del palazzo furono chiamati, nel primo decennio del Seicento, diversi artisti. Fu qui che Pietro da Cortona ricevette la sua prima importante commissione privata, nella quale fu incaricato di dipingere la volta della Galleria con le Storie del re Salomone e la regina Saba, stesso ambiente su avrebbe lavorato anche Pietro Paolo Bonzi che avrebbe eseguito nelle lunette scene di paesaggi dei feudi Mattei. Francesco Albani realizzò invece i cicli con le Storie di Giacobbe (1606-1607), ai quali collaborò anche Domenichino; Giovanni Lanfranco fu autore invece del Giuseppe e la moglie di Putifarre (1614), mentre altri lavori furono commissionati a Gaspare Celio, che si occupò di affrescare l'ultima stanza del piano nobile, il soffitto del grande salone d'ingresso, con il Passaggio del Mar Rosso. Cristoforo Roncalli realizza la pala d'altare della cappellina privata con l'Assunta tra san Francesco e san Matteo, mentre gli affreschi con le Storie di Maria sono di Giuseppe Aiello.
Nel cortile interno furono invece disposte molte statue e altri reperti di antichità rinvenute nei possedimenti familiari al Palatino, che riempiono ancora oggi anche le scale, le facciate interne e le loggette, nonché busti di imperatori antichi e moderni realizzati tra il 1590 e il 1610.

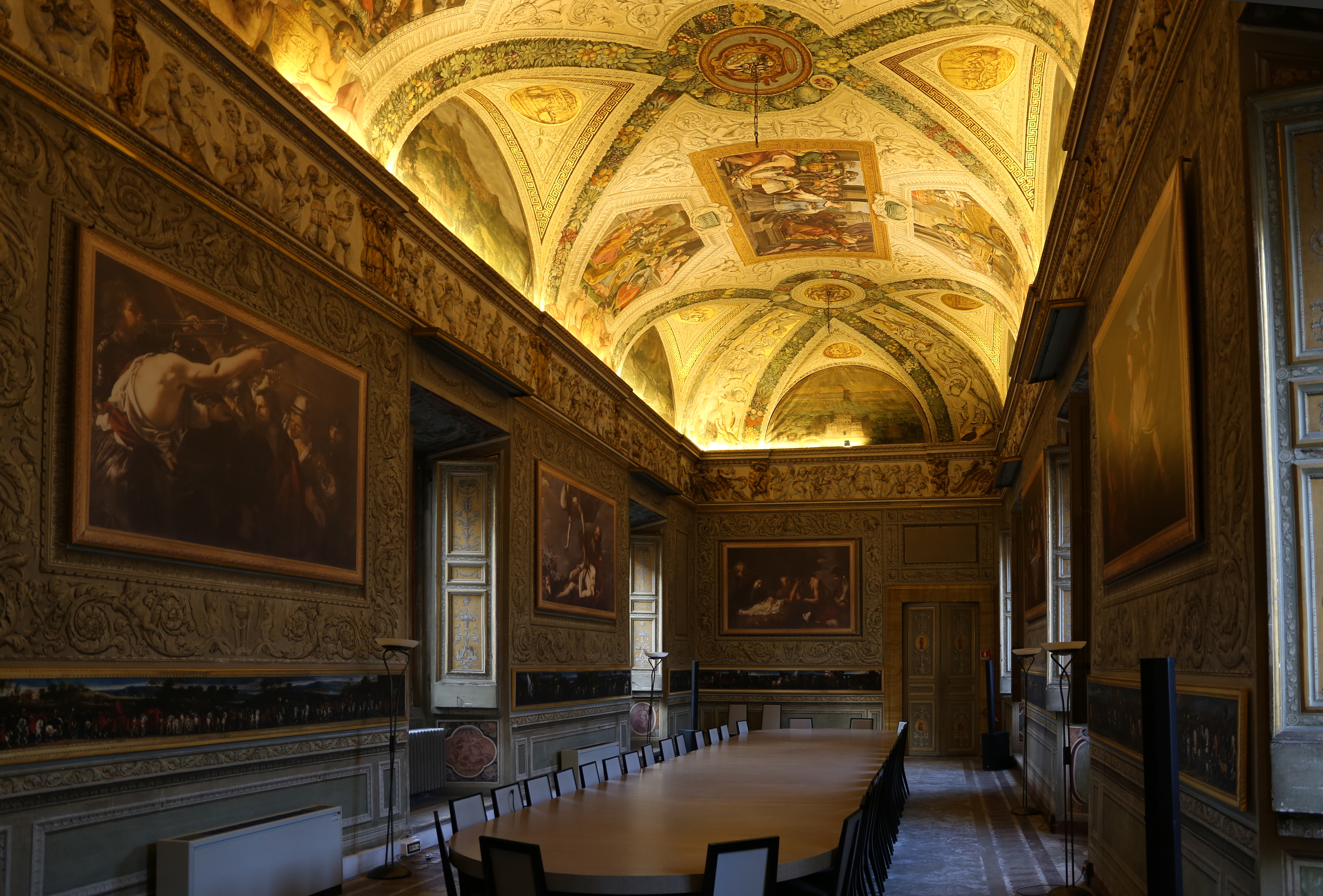
La Galleria di palazzo Mattei di Giove ai Funari

Il palazzo ai Funari costituiva di fatto la residenza di Asdrubale, mentre quello di Giove sarà la sua dimora estiva, feudo di cui era investito del titolo di primo marchese e da cui si costituirà con lo stesso nobile lo specifico ramo Mattei; Ciriaco invece viveva prettamente tra il palazzo alle Botteghe Oscure e la villa al Celio.

##### Gli inventari di Asdrubale Mattei di Giove del 1631 e 1638
Nel 1631 Asdrubale stilò un ulteriore inventario della collezione, comprendente a questo punto sia le sue personali commesse che quelle già di Ciriaco (e poi dei suoi figli): fu chiamato per l'occasione Giovanni Battista Crescenzi per avere anche una valutazione economica alle opere presenti, in totale 324 dipinti.
Tra le varie opere dell'elenco risulta registrata presso la proprietà di Roma la Cattura di Cristo «con cornice nera rabescata d’oro», già di Ciriaco e poi di Giovanni Battista, così come comparirà nell'inventario post mortem del 1638. In questi due inventari di Asdrubale Mattei redatti si registrarono un moltiplicarsi di dipinti aventi questo soggetto, spesso senza riferimento all'autore, il che ha compilato ancor di più l'identificazione giusta dell'originale del Caravaggio. L'inventario del 1631 segnala al n. 77, senza menzione del pittore, la Presa di Cristo con "cornice nera rabescata d'oro", mentre altri dipinti col medesimo titolo sono riportati ai nn. 112, 115 e 126 dell'elenco. L'inventario del 1638 riporta invece svariate Prese di Cristo, tutte senza riferimenti all'autore, una al n. 189 con "cornice indorata",  una al n. 222 con "cornice tutta indorata", una al n. 224 con "cornice indorata" e un'altra al n. 230 con "cornice nera profilata d'oro".

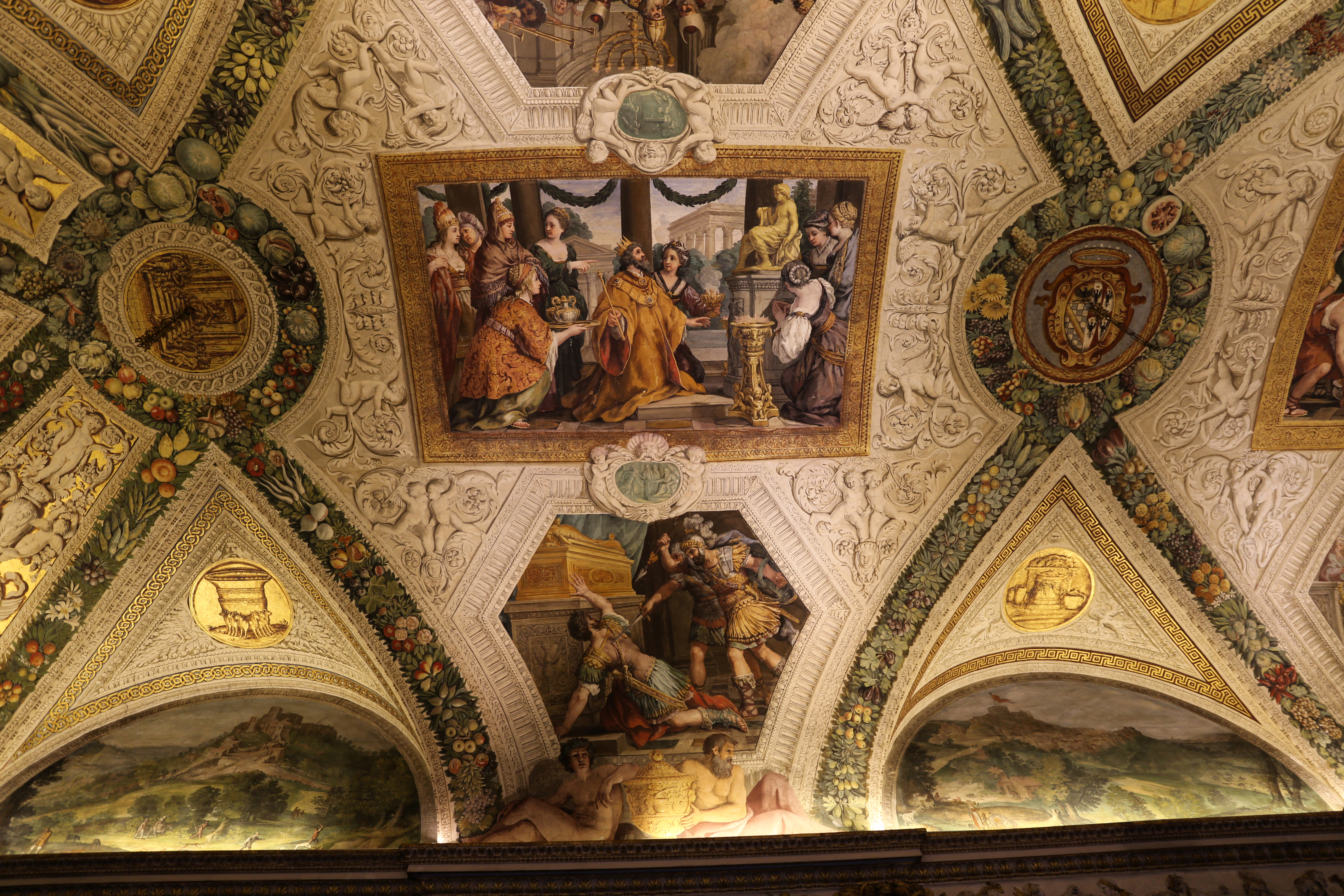
Particolare degli affreschi di Pietro da Cortona e Paul Bril nella volta della Galleria di palazzo Mattei di Giove ai Funari

Se Asdrubale continuò a detenere la versione della Cattura di Cristo con cornice nera rabescata d'oro, Paolo invece continuò a tenere l'altra redazione, quella con cornice dorata donata nel 1624 da Giovanni Battista, a cui si aggiunse, non si sa per quale motivo, quella che il 3 settembre 1626 Asdrubale fece realizzare da Giovanni Attilio, una terza copia del dipinto donata anche questa volta a Paolo (probabilmente identificabile con l'opera oggi a Odessa), il quale la teneva nella propria camera da letto.
L'inventario del 1631 fu il primo a riportare la quadreria di Asdrubale, con anche la descrizione della loro sistemazione.
Oltre all'opera del Merisi erano presenti nella collezione di Asdrubale anche una cospicua serie di tele a tema cristologico tutte facenti parte della corrente caravaggesca, commissionate dallo stesso marchese che le pensò appositamente per le sale del proprio appartamento (infatti le tele avevano quasi tutte taglio orizzontale ed erano di dimensione pressoché simili). Tra queste vi erano le pitture che decoravano la Galleria: due tele su Santa Marta con santa Maria Maddalena e la Samaritana al pozzo di Alessandro Turchi, la prima sopra la porta d'ingresso e la seconda sopra quella dirimpetto; il Tributo della moneta e l'Incontro tra i santi Pietro e Paolo sulla via del martirio di Giovanni Serodine, entrambe pagate (assieme a una terza, la Disputa di Cristo tra i Dottori, che non era però in Galleria) dal committente appena 25 scudi; l'Ultima cena di Valentin de Boulogne; il Sacrificio di Isacco di Orazio Riminaldi; e infine la Natività e il Cristo e l'adultera, pagate rispettivamente 30 e 40 scudi, di Pietro da Cortona.

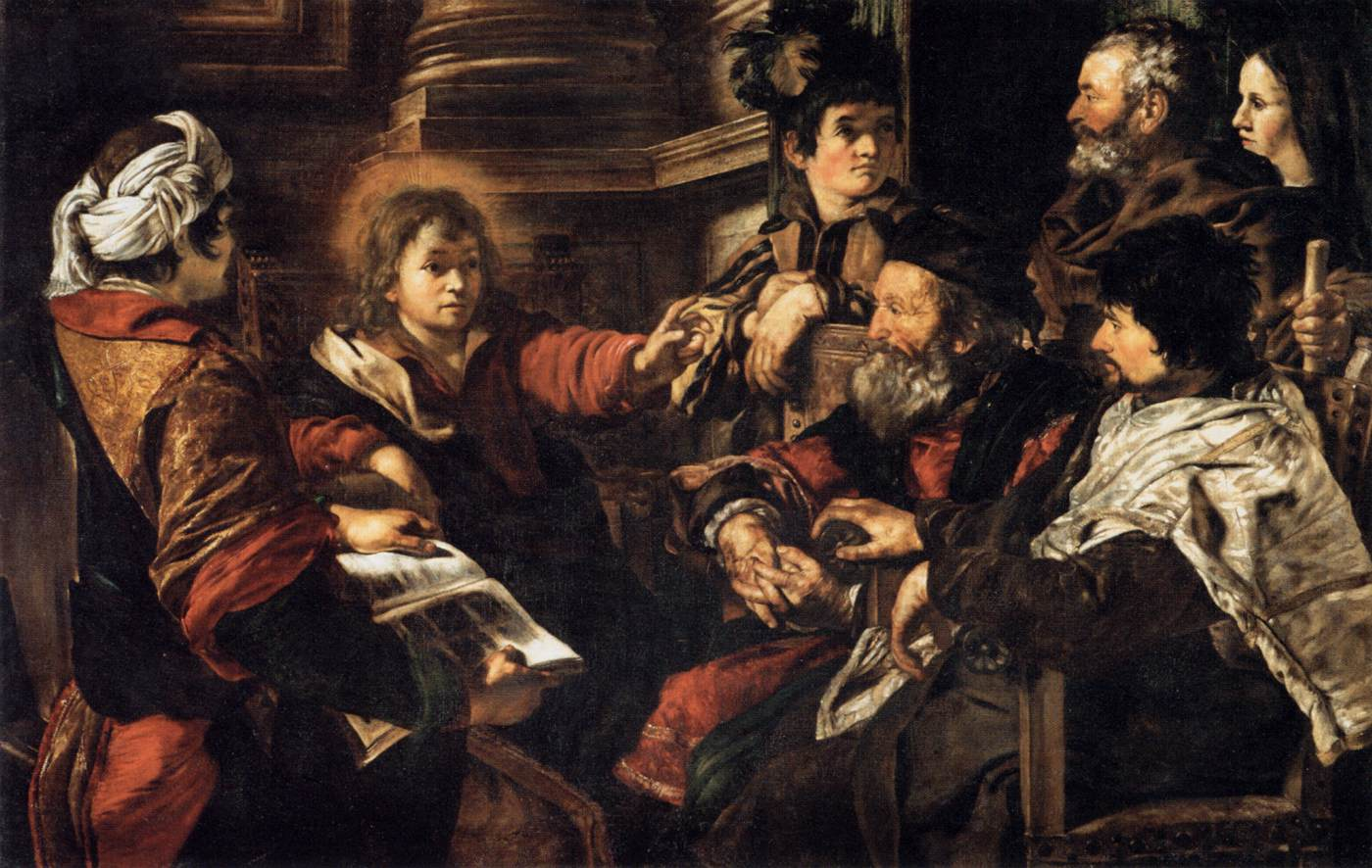
Giovanni Serodine, Disputa di Cristo tra i Dottori

Tutte le suddette tele furono richieste appositamente per la Galleria, dov'era anche la Disputa di Cristo di Antiveduto Grammatica, unica tela dell'iconografia non commissionata da Asdrubale ma bensì da Ciriaco Mattei. La nota Cattura di Cristo del Caravaggio segnalata dal 1624 presso Asdrubale (originale o copia che fosse) era invece nella prima anticamera degli appartamenti, assieme alla Disputa di Serodine e alla Circoncisione di Pietro Ferri, quest'ultima pagata solo 10 scudi.
La collezione si componeva per lo più di opere contemporanee, di contro solo pochi erano i dipinti "antichi", tra cui uno di Lorenzo Lotto con l'Assunzione di Maria oggi a Brera. Del pittore di casa Mattei Paul Bril erano presenti svariati dipinti, di cui la serie delle sei vedute sui feudi di casa Mattei commissionate nel 1601 da Asdrubale per 150 scudi complessivi.
Alla morte di Asdrubale, nel 1638, la collezione fu inventariata (contando pressoché gli stessi pezzi di quello del 1631, come il San Girolamo e il San Pietro entrambi di Guido Reni) e passò al figlio Paolo, che tuttavia morirà solo quattro giorni dopo il padre, lasciando a sua volta tutti i beni al fratellastro Girolamo, sotto al quale per la prima volta si riunirono le le opere appartenenti a Ciriaco, Giovanni Battista, Asdrubale e Paolo Mattei, e quindi anche le varie versioni della Cattura di Cristo di Caravaggio già discusse (di cui le più note, una in possesso di Asdrubale e l'altra di Paolo Mattei).

#### La collezione sotto Girolamo Mattei di Giove

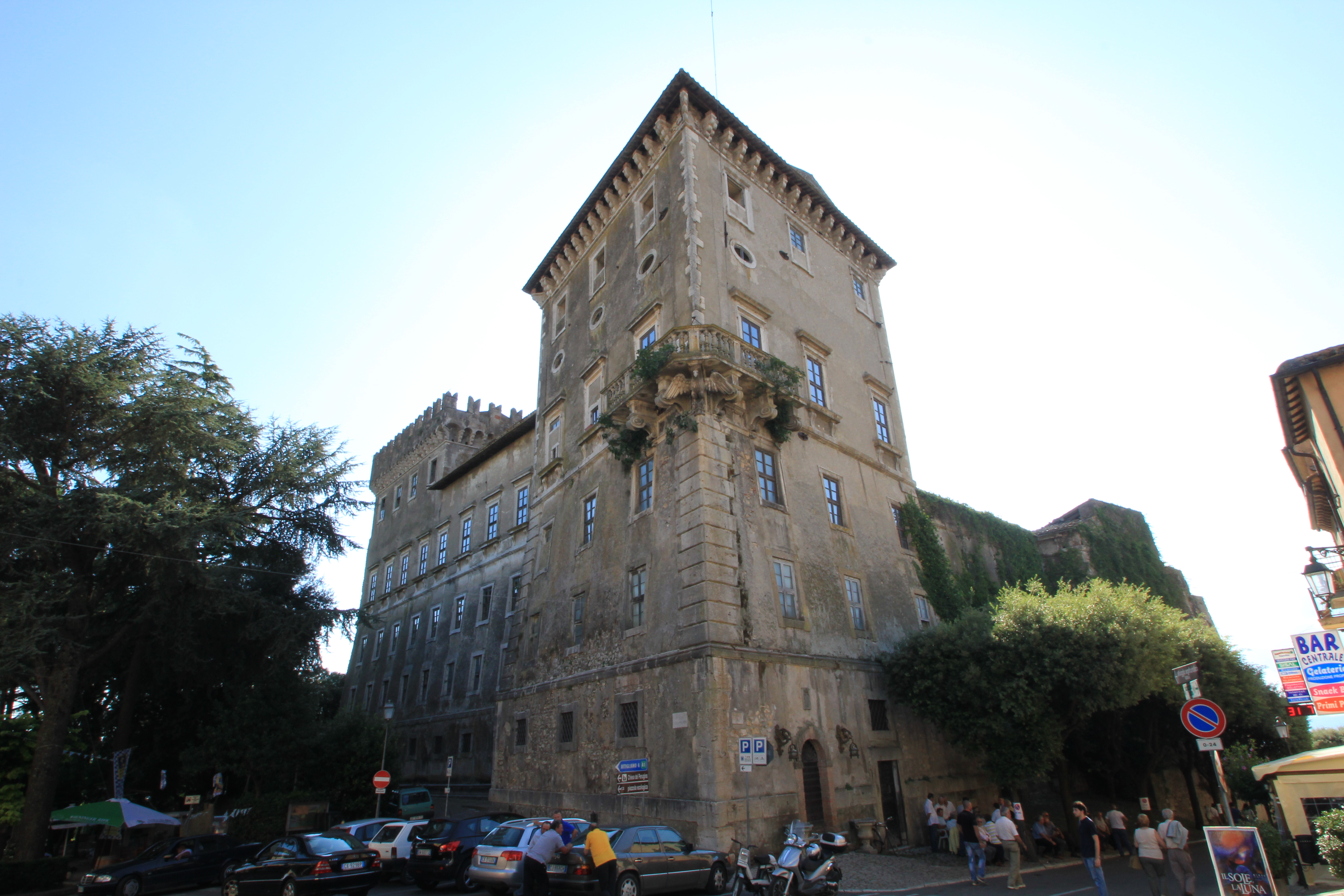
Il castello Mattei di Giove, residenza feudale di Asdrubale

Girolamo fu erede di tutti i feudi di famiglia con annessi titoli nobiliari (Rocca Sinibalda, Castel San Pietro Sabino, Antuni e Giove) e soprattutto dell'enorme patrimonio immobiliare accumulato fino a quel momento dalla linea romana di Alessandro senior, comprendente i diversi palazzi dell'Isola Mattei (Palazzo Mattei alle Botteghe Oscure, Palazzo Mattei di Giove e il palazzetto all'Olmo) e due ville urbane (Villa Mattei al Celio e Villa Mattei al Palatino, luogo in cui furono rinvenute gran parte delle opere antiche della collezione Mattei, alcune delle quali entrate a far parte delle decorazioni del palazzo ai Funari) con annesse le collezioni d'arte ivi conservate.
Tuttavia, assieme a tutto questo, Girolamo ereditò anche i numerosi debiti che suo padre e i suoi zii avevano accumulato nel tempo per creare le loro raccolte. Nel tentativo di risanare le condizioni finanziarie familiari, questi decise di dismettere alcune proprietà vendendole ad acquirenti interessati. La difficile condizione economica in cui versava la famiglia Mattei comportò una notevole perdita di prestigio per il casato, il che rendeva difficile per Girolamo anche ottenere credito: gli venne in soccorso papa Urbano VIII che nel 1643 gli concesse la dignità ducale sul feudo di Giove (fino ad allora il titolo nobiliare sul feudo era quello di marchese).
Il 26 settembre 1672 papa Clemente X, amico e protettore della famiglia Mattei, gli concesse di istituire il Monte Mattei, al quale Girolamo vincolò alcuni beni di famiglia. Nel 1676 fu redatto l'inventario dei suoi beni, dove si registrano al n. 144 la Presa di Cristo del Caravaggio con "cornice dorata di palmi 6 e 8" mentre al n. 172 la "copia della Presa di Giesù nell'orto del Caravaggio". Tra i nuovi dipinti che entrarono nella collezione vi fu invece il Cristo portacroce di Antiveduto Grammatica.
Due anni dopo, nel 1678, Girolamo morì. La sua vedova fu costretta a vendere quasi tutti i possedimenti del defunto marito (nel 1682, dopo che fu dato in fitto a Ottavio Corsini già negli anni '30 da Asdrubale,  fu ceduto il palazzo romano alle Botteghe Oscure al cardinale Giovanni Francesco Negroni) per coprire le spese di mantenimento del Monte. Alla famiglia rimase il feudo di Giove, il palazzo ai Funari e la villa al Celio.
Erede della collezione fu Alessandro Mattei, unico figlio maschio avuto da Girolamo in seconde nozze con Eugenia Spada, nipote del noto cardinale Bernardino.

### Settecento

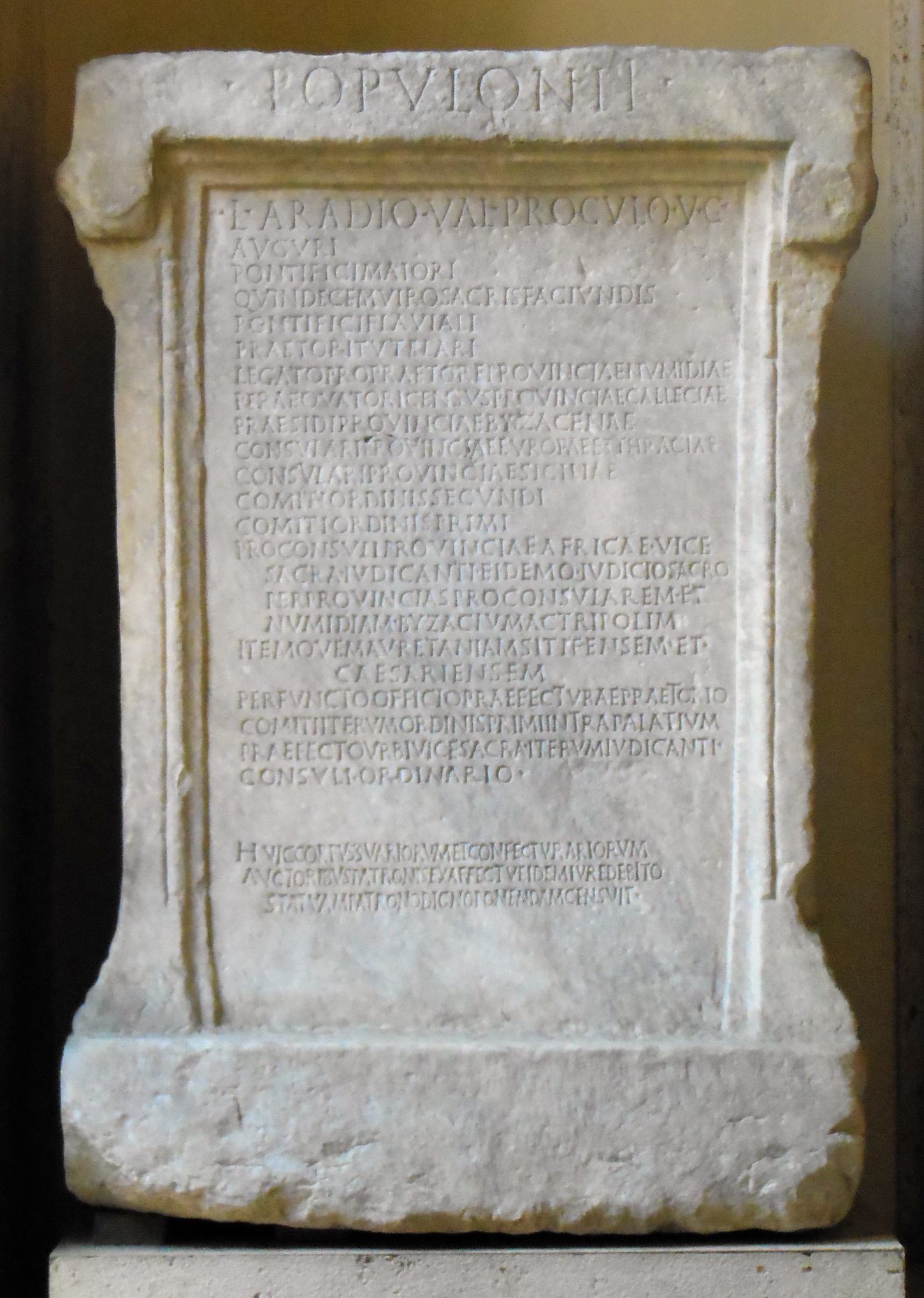
Base di statua di Naeratius Cerealis

Intorno alla metà del XVIII secolo, Giovanni Gaetano Bottari visita il palazzo Mattei di Giove e annota la situazione delle sale, che apparivano all'epoca ancora com'erano al tempo di Asdrubale, ad eccezione della Disputa di Cristo tra i Dottori di Serodine e della Circoncisione di Pietro Ferri, che non vengono menzionati. Lo scrittore evidenzia con accezioni elogiative tutti i quadri della Galleria, ritenuti singolari (seppur i due di Serodine vengono scambiati per due di Caravaggio) mentre il dipinto della Cacciata dei mercanti dal Tempio di Carlo Saraceni (oggi non rintracciato) viene addirittura considerato essere «bellissimo».
Nel 1721 venne redatto l'inventario della collezione di Giuseppe Mattei Orsini del ramo collaterale di Paganica, sita nel palazzo all'Olmo dell'insula (edificio attiguo a quello storico del ramo di Paganica), su cui non vigeva il vincolo fedecommissario istituito da Ciriaco. L'inventario segnalò la presenza di ben 351 quadri, soprattutto di scuola emiliana, tra cui la Pietà con san Francesco e Maria Maddalena di Annibale Carracci oggi al Museo del Louvre di Parigi, la quale fu commissionata per la cappella di famiglia in San Francesco a Ripa da Fabio Mattei (figlio di Ludovico II, quest'ultimo cugino di Alessandro il padre di Ciriaco, Giacomo e Asdrubale).
L'inventario del 1729 della collezione di Alessandro Mattei di Giove, redatto alla morte dell'uomo, registrò  la collezione "madre" con le due versioni della Cattura di Cristo del Caravaggio, una al n. 2 ascritta al pittore e valutata 500 scudi e l'altra al n. 97 assegnata a un suo discepolo con stima pari a 200 scudi (valore particolarmente alto se si considera che era catalogata senza riferimento al pittore). Pochi furono i quadri apportati da lui, per lo più di poco conto artistico.
Fu nominato erede il figlio Girolamo, III duca di Giove, al quale si deve l'ultimo inventario della collezione (nel 1753) prima dell'inizio della sua dismissione avvenuta sotto la gestione di Giuseppe Mattei. In quest'inventario la Presa di Cristo viene registrata una sola volta, al n. 28 dell'elenco, di "palmi 6 e 7 traverso con cornice antica con riporto d'intaglio dorato del Caravaggio", valutato 80 scudi, mentre l'inventario riporta altri quadri assegnati al Merisi (un San Carlo Borromeo valutato 20 scudi, una Madonna col Bambino valutata 70 scudi e una Cleopatra valutata 80 scudi).
Nonostante il divieto di esportare fuori da Roma le opere d'arte, sancito già nel 1685 da Innocenzo XI e rinnovato dai papi successivi, con Giuseppe Mattei avvennero le prime cessioni di opere della collezione. Così come accadde per altre famiglie romane cadute in disgrazia, un corposo gruppo di reperti archeologici dislocati tra la villa al Celio e il palazzo ai Funari fu acquistato nel 1770 da Clemente XIV per i Musei Vaticani, con lo scopo di scongiurare la "sottrazione" da Roma dei pezzi. Furono pagati 4.300 scudi per diverse statue, busti, bassorilievi e urne cinerarie.
Nel 1793, venne redatto con Giuseppe Mattei un inventario della collezione che registrò le opere pressoché tutte nei palazzi romani dell'insula Mattei, comprese le tele che un tempo erano nella villa al Celio, come i quattro banchetti del Passarotti, i paesaggi, le scene mitologiche e la serie delle Quattro stagioni di Bril, nonché ritratti e altri dipinti su sibille e nature morte. Un dipinto avente come titolo la Presa di Cristo figura una sola volta nell'inventario, al n. 58, di pami 6 riquadrati, assegnato però per la prima volta specificamente a Gerrit van Honthorst, mentre figurano attribuiti con incertezza al Caravaggio una serie di altri dipinti.

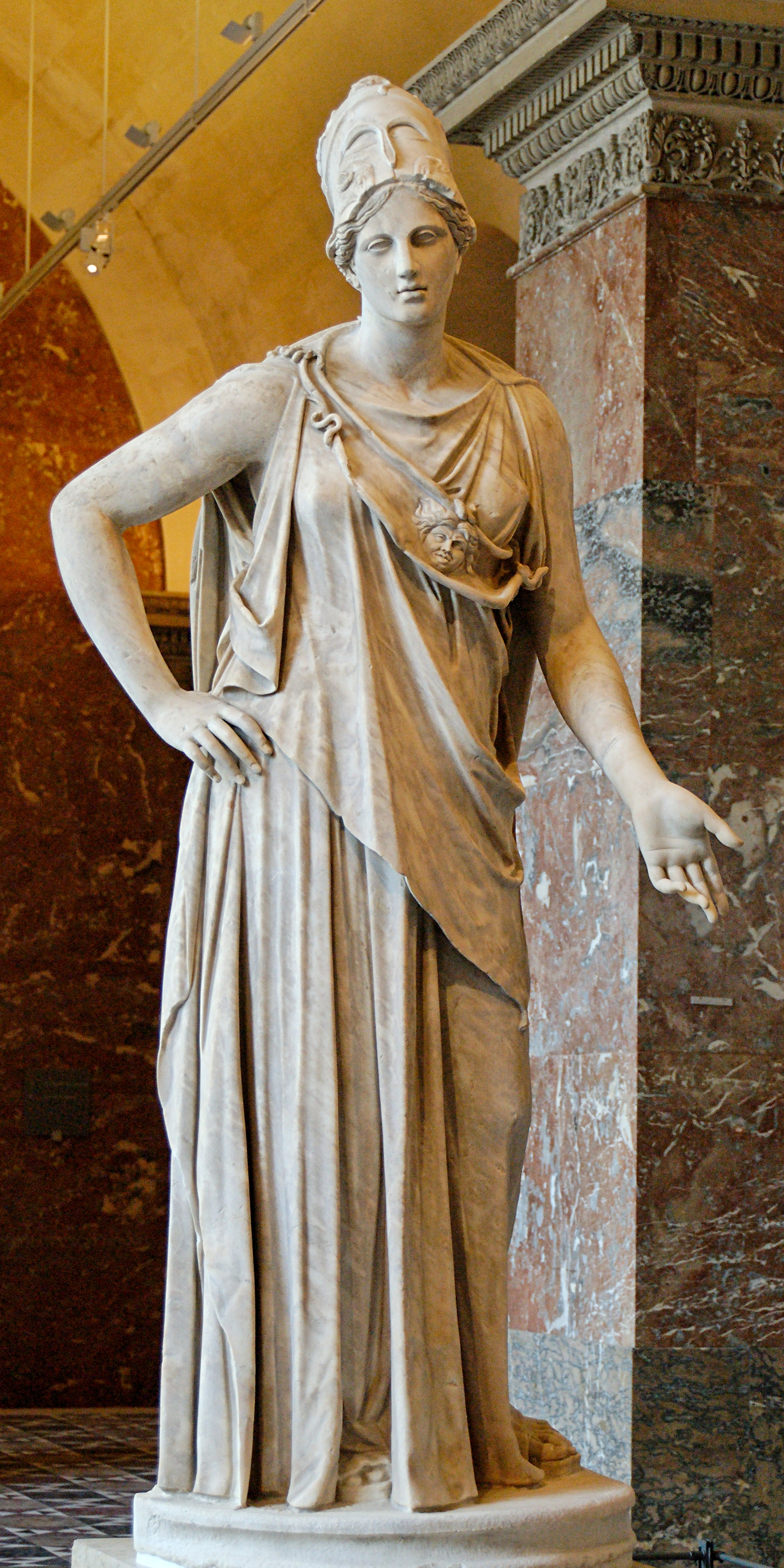
Athena tipo Mattei

### Ottocento
Con l'avvento dei francesi nel 1798 la famiglia subì il definitivo tracollo finanziario che costrinse gli eredi alla lenta ma inesorabile dismissione pressoché totale di tutto il proprio patrimonio.
Nel 1802 furono venduti diversi capolavori della Galleria al politico e mercante inglese William Hamilton Nisbet, tra cui la Cattura di Cristo di Caravaggio nella versione oggi a Dublino (che all'epoca delle vendita era attribuita a Gerrit van Honthorst), la Cacciata dei Farisei dal tempio di Giovanni Serodine, la Disputa di Gesù tra i dottori del Grammatica, la Samaritana al pozzo di Alessandro Turchi, il Cristo e l'adultera di Pietro da Cortona, il Lazzaro alla tavola dell'uomo ricco e l'Adorazione dei pastori di Jacopo Bassano.
Per far fronte alle criticità economiche nello stesso anno furono dismesse anche alcune proprietà immobiliari: tra queste la villa al Celio. Sempre nel 1802, intanto, compare nell'inventario Mattei un'altra tela del Caravaggio, quella del San Francesco in meditazione, valutata ben 500 scudi. L'opera, sulla cui storia e commissione si hanno oggi solo semplici ipotesi, è stata accostata a una in collezione privata, copia o prototipo (il dibattito della critica moderna resta aperto) di quelle nella chiesa dei Cappuccini e di palazzo Barberini.
Tra il 1808 e il 1814 vi furono la vendita di altri lotti di opere, sia pittoriche che di archeologia, molte di queste confluite nella collezione del cardinale Joseph Fesch, tra cui l'Ultima cena di Valentin de Boulogne (oggi a Palazzo Barberini) e la statua di Athena (finita poi nel 1821 entro le collezioni di Luigi XVIII e quindi oggi al Louvre di Parigi).
Nel 1809 Giuseppe morì e gli successe il fratello minore Lorenzo. Questi, ansiosi di vendere ciò che restava della collezione, si rivolse al cardinale Bartolomeo Pacca, segretario di Stato del papa, per concordare il trasferimento dei pezzi nelle collezioni del pontefice in cambio di una riduzione della situazione debitoria familiare. Tuttavia questi non esercitò il diritto di prelazione, causa anche il fatto che a quella data molto probabilmente tutte le opere migliori della collezione uscirono già dalla proprietà Mattei, rilasciando il nulla osta alla cessione dei beni sul mercato.
Nel 1826 un inventario familiare registra ancora svariate opere della collezione Mattei, alcune entrate durante gli anni della gestione di Giuseppe Mattei proprio per rimpiazzare quelle uscite, come due dipinti di Ruggieri, il Battesimo di Cristo copia da Ciro Ferri e le Nozze di Cana di scuola del Tintoretto, che sostituisce nella disposizione la tela del Boulogne. Nel 1836 tuttavia un nuovo inventario venne redatto con il riporto della stima dei pezzi considerati più importanti, di cui due di questi, la tavoletta di Lorenzo Lotto (che negli inventari antichi era di scuola raffaelliana) e il San Pietro di Guido Reni, furono venduti Pietro Oggioni, collezionista privato lombardo (da cui oggi entrambe le tele alla Pinacoteca di Brera).
Il ramo dei Mattei di Giove si estinse con Caterina, nipote di Giuseppe Mattei, che lasciò la proprietà del palazzo di Giove al figlio Carlo Canonici, il quale, morendo prematuramente senza eredi, lo passerà poi alla prozia Marianna Mattei (sorella del nonno Filippo Mattei), la quale, coniugatasi con il marchese Carlo Teodoro Antici, diede inizio al ramo Antici-Mattei, che sarà erede anche del palazzo ai Funari.
Nel 1854 un ultimo inventario di Matteo Antici-Mattei (con un'aggiunta del 1860, cui poi seguirà un'ulteriore stima nel 1882) registra un numero considerevolmente esiguo di quadri collocati nel palazzo che fu di Asdrubale, molti dei quali che passeranno nel Novecento entro le collezioni di palazzo Barberini.

### Novecento
Un gruppo di 39 sculture antiche che adornavano la villa Celimontana (già non più di proprietà della famiglia Mattei dal 1802) furono acquistate dallo Stato italiano nel 1923 per il Museo nazionale romano (25 di queste ricollocate nel Museo delle Terme di Diocleziano e altre 14 presso il Museo di Palazzo Altemps a Roma). Nel 1933 il Governatorato di Roma acquista la Giostra del Saracino a Piazza Navona nel Carnevale del 1634 di Giovanni Ferri.
Nel 1936 il castello di Giove fu ceduto alla famiglia Acquarone. Nel 1939 fu invece venduto un gruppo di 23 opere che erano ancora collocate nel palazzo ai Funari e che erano rimasti invenduti in una precedente asta del 1934: il Sacrificio di Isacco di Riminaldi, la Natività di Pietro da Cortona, il Battesimo di Cristo copia da Ciro Ferri, l'Incontro tra i santi Pietro e Paolo sulla via del martirio di Giovanni Serodine, le Nozze di Cana di scuola del Tintoretto, svariate scene di Cortei di Giovanni Ferri, il David e Abigail e la Continenza di Scipione di Giovanni Battista Ruggieri, le vedute di Paul Bril e la grande Battaglia di Gaspare Celio.
Queste opere rimasero fino al 1978-1979 nei locali del palazzo, ora occupati dal Centro italiano di studi americani, per poi essere ricollocate l'anno seguente nella Galleria nazionale di Palazzo Barberini a Roma, dove sono tuttora.

## Elenco delle opere (non completo)

### Opere archeologiche

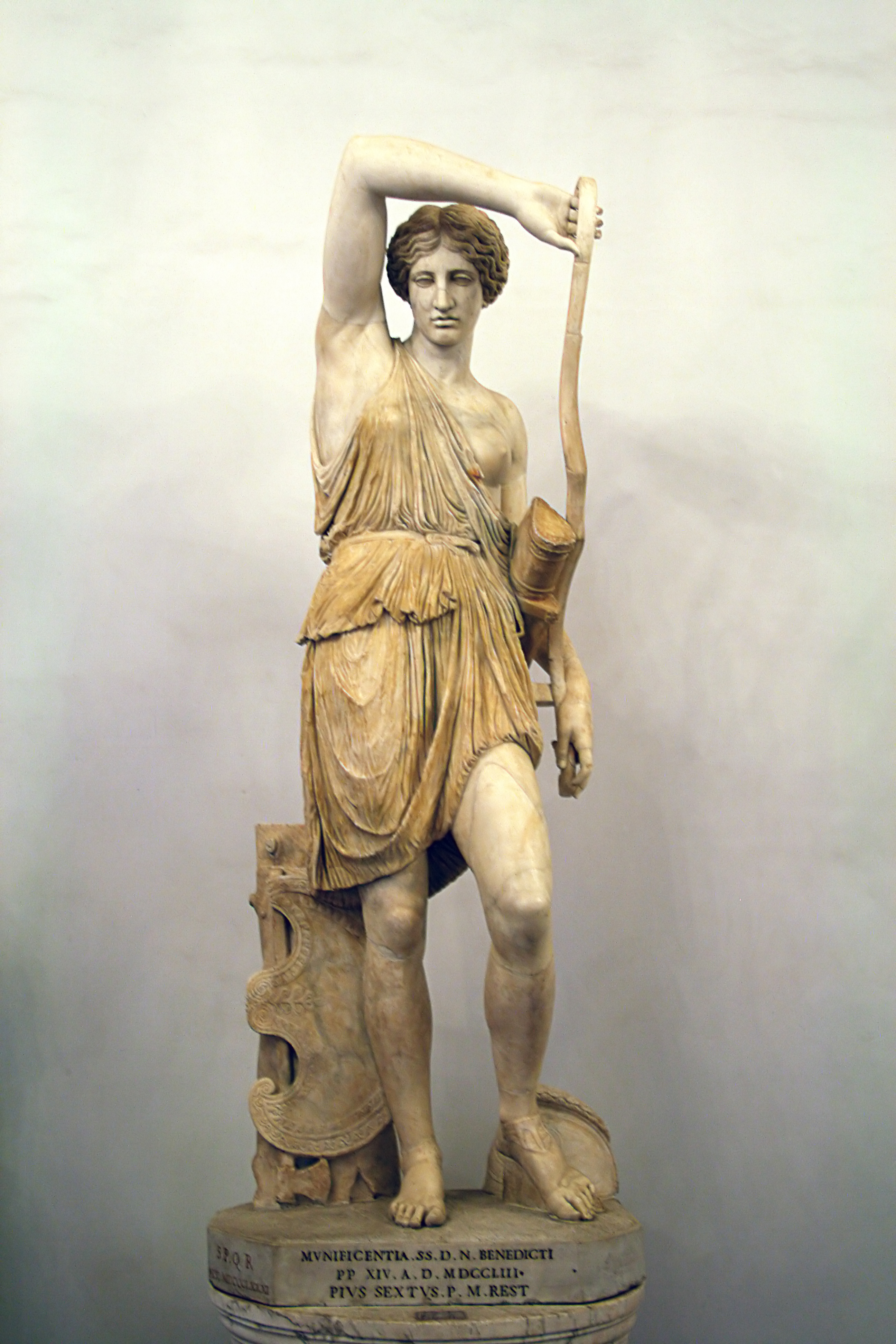
Amazzone ferita

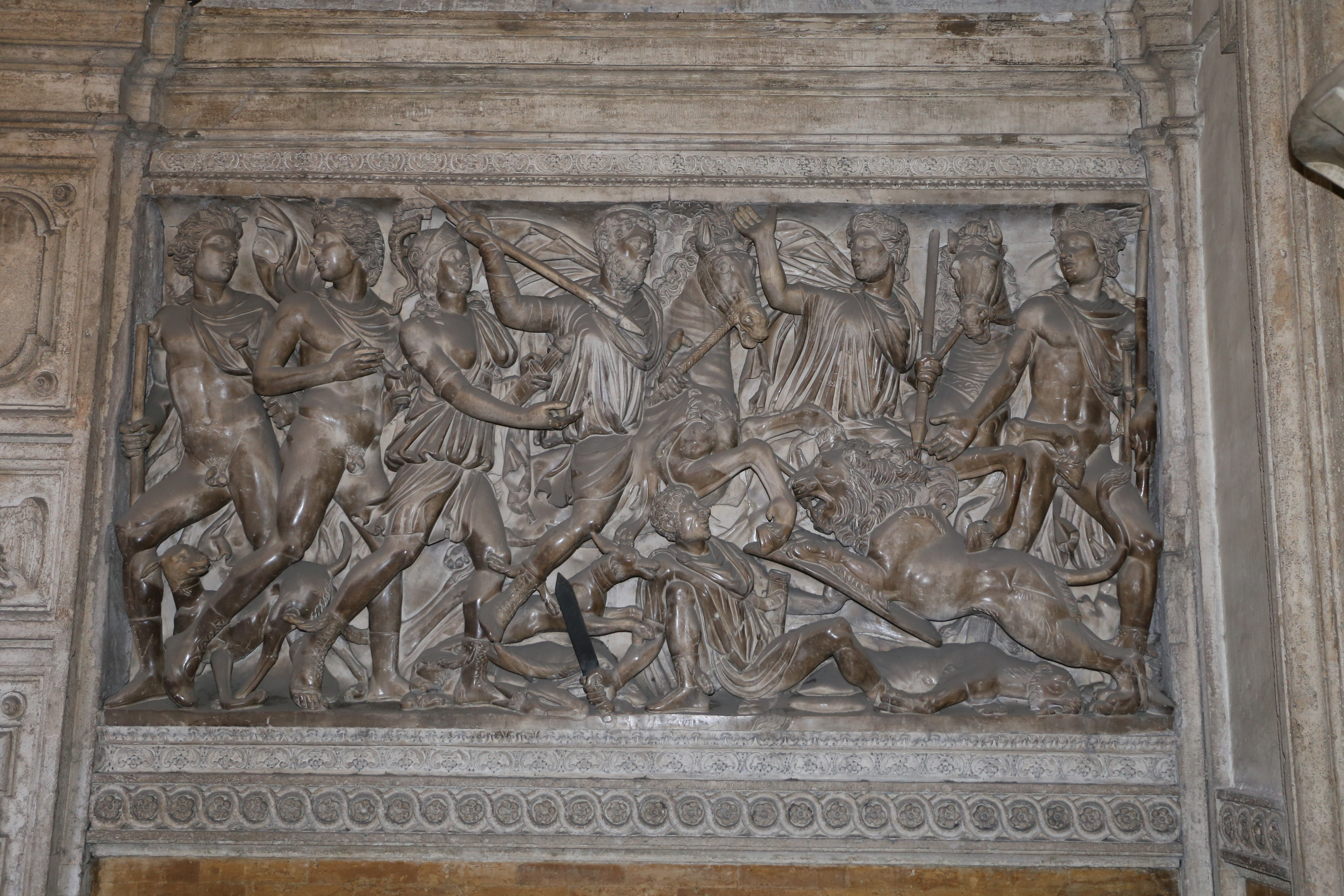
Frammento di fronte di sarcofago con scena di caccia al leone (detto Sarcofago Mattei I)

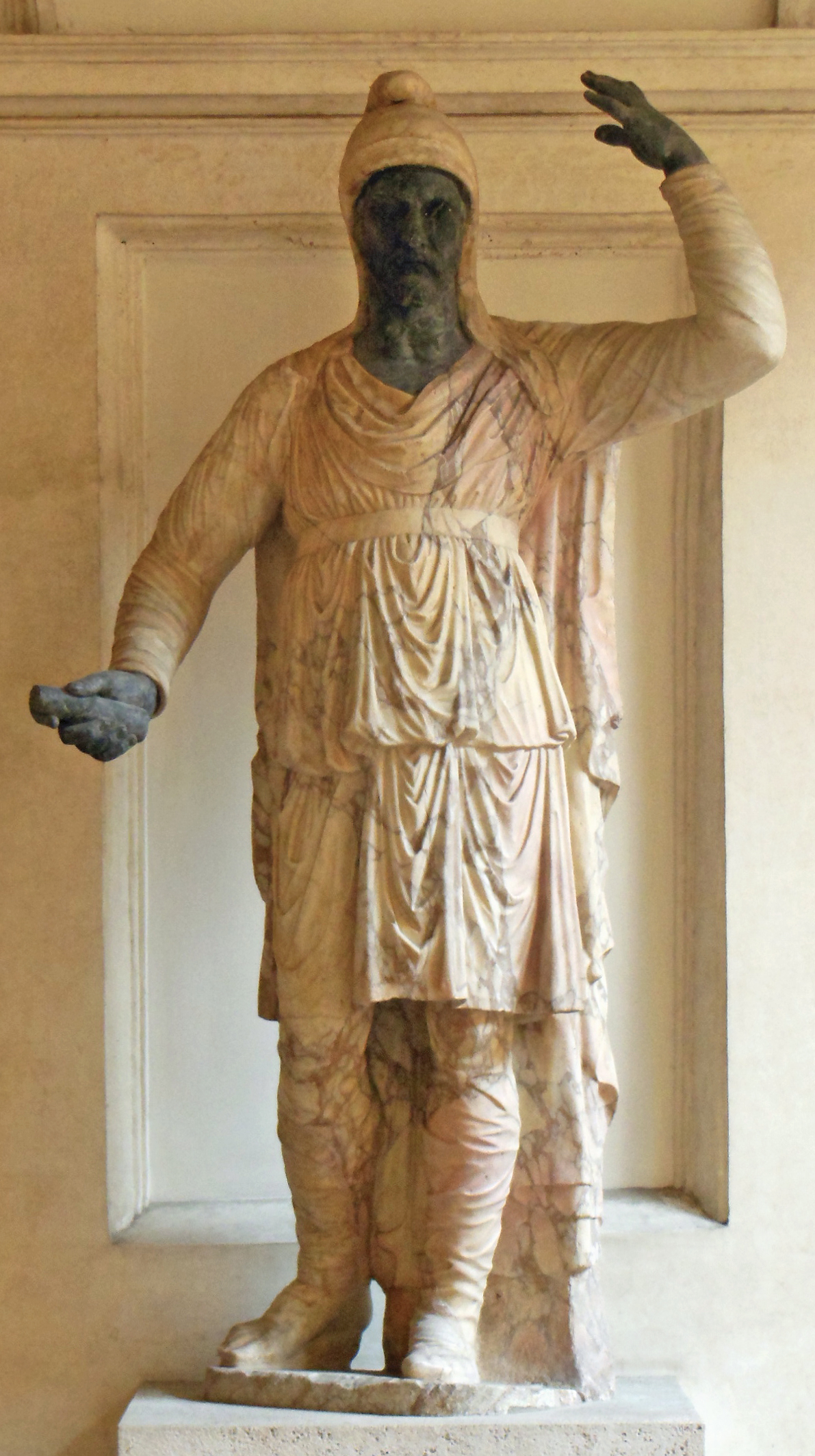
Statua di Dace

- Altare funerario di Quintus Vibius Trophimus, Museo nazionale romano di Palazzo Altemps, Roma
- Base di statua di Lucius Aradius Valerius Proculus, Museo nazionale romano di Palazzo Altemps, Roma
- Base di statua di Naeratius Cerealis, Museo nazionale romano di Palazzo Altemps, Roma
- Base onoraria di Vettius Agorius Praetextatus, Museo nazionale romano di Palazzo Altemps, Roma
- Busto colossale di Alessandro Magno, Musei Vaticani, Città del Vaticano
- Busto colossale di Plotina Augusta, Musei Vaticani, Città del Vaticano
- Busto di Cicerone, Apsley House, Londra
- Busto di Lucio Vero, marmo, II secolo a. C., h. 37 cm, British Museum, Londra
- Busto di Plutone, Musei Vaticani, Città del Vaticano
- Capitello composito figurato, Museo nazionale romano di Palazzo Altemps, Roma
- Fauno seduto, Musei Vaticani, Città del Vaticano
- Frammento di coperchio di sarcofago con adorazione dei Magi, Museo nazionale romano di Palazzo Altemps, Roma
- Frammento di fronte di sarcofago con scena di caccia al leone (detto Sarcofago Mattei I), marmo, 220-230 d. C., h. 131 cm, palazzo Mattei di Giove, Roma
- Frammento di fronte di sarcofago con scena di caccia al leone (detto Sarcofago Mattei II), marmo, 260 d. C., palazzo Mattei di Giove, Roma
- Frammento di fronte di sarcofago con scena di Marte e Rea Silvia, marmo, 210-220 d. C., palazzo Mattei di Giove, Roma
- Obelisco Mattei, epoca egizia, frammentario (originale è solo la metà superiore), villa Celimontana, Roma
- Rilievo dei pretoriani, Museo del Louvre, Parigi
- Rilievo funerario, Museo nazionale romano di Palazzo Altemps, Roma
- Rilievo funerario di Anteros e Myrsine, Museo nazionale romano di Palazzo Altemps, Roma
- Sarcofago con il mito delle origini di Roma, Museo nazionale romano di Palazzo Altemps, Roma
- Satiro che cava la spina dal piede di un Fauno, Musei Vaticani, Città del Vaticano
- Statua del Doriforo con testa di Giulio Cesare, marmo, I-II secolo d. C., palazzo Mattei di Giove, Roma
- Statua del Versatore tipo Monaco con testa di Nerone, marmo, I-II secolo d. C., palazzo Mattei di Giove, Roma
- Statua di Amazzone ferita tipo Mattei (oppure detta "Pacifica"), marmo, V secolo a. C., h. 211 cm, Musei Vaticani, Città del Vaticano
- Statua di Apollo Liceo con testa di Claudio, marmo, I-II secolo d. C., palazzo Mattei di Giove, Roma
- Statua di Athena tipo Mattei, marmo, I secolo d. C., h. 230 cm, Museo del Louvre, Parigi
- Statua di Augusto, Musei Vaticani, Città del Vaticano
- Statua di Baccante, marmo, I-II secolo d. C., h. 176 cm, Museo del Louvre, Parigi
- Statua di Cerere, Musei Vaticani, Città del Vaticano
- Statua di Cerere seduta, Musei Vaticani, Città del Vaticano
- Statua di Dioniso, Museo nazionale romano di Palazzo Altemps, Roma
- Statua di Diadumeno con testa di Diomiziano, marmo, I-II secolo d. C., palazzo Mattei di Giove, Roma
- Statua di Dace, Museo nazionale romano di Palazzo Altemps, Roma
- Statua di Eracle con testa di Caligola, marmo, I-II secolo d. C., palazzo Mattei di Giove, Roma
- Statua di Ermafrodito, Museo nazionale romano di Palazzo Altemps, Roma
- Statua femminile panneggiata, Museo nazionale romano di Palazzo Altemps, Roma
- Statua di Melpomene, Musei Vaticani, Città del Vaticano
- Statua di Odisseo (replica dal gruppo del Palladio di Sperlonga), marmo, I-II secolo d. C., palazzo Mattei di Giove, Roma
- Statua virile con testa di Asdrubale Mattei?, marmo, I-II secolo d. C., palazzo Mattei di Giove, Roma
- Statua virile clamidata con testa di Caracalla, marmo, I-II secolo d. C., palazzo Mattei di Giove, Roma
- Statua virile con testa di Costantino, marmo, I-II secolo d. C., palazzo Mattei di Giove, Roma
- Testa di filosofo, Museo nazionale romano di Palazzo Altemps, Roma
- Testa di Nerone, bronzo, Musei Vaticani, Città del Vaticano
- Testa di Sileno, Musei Vaticani, Città del Vaticano
- Testa di Treboniano Gallo, bronzo, Musei Vaticani, Città del Vaticano

### Opere d'arte

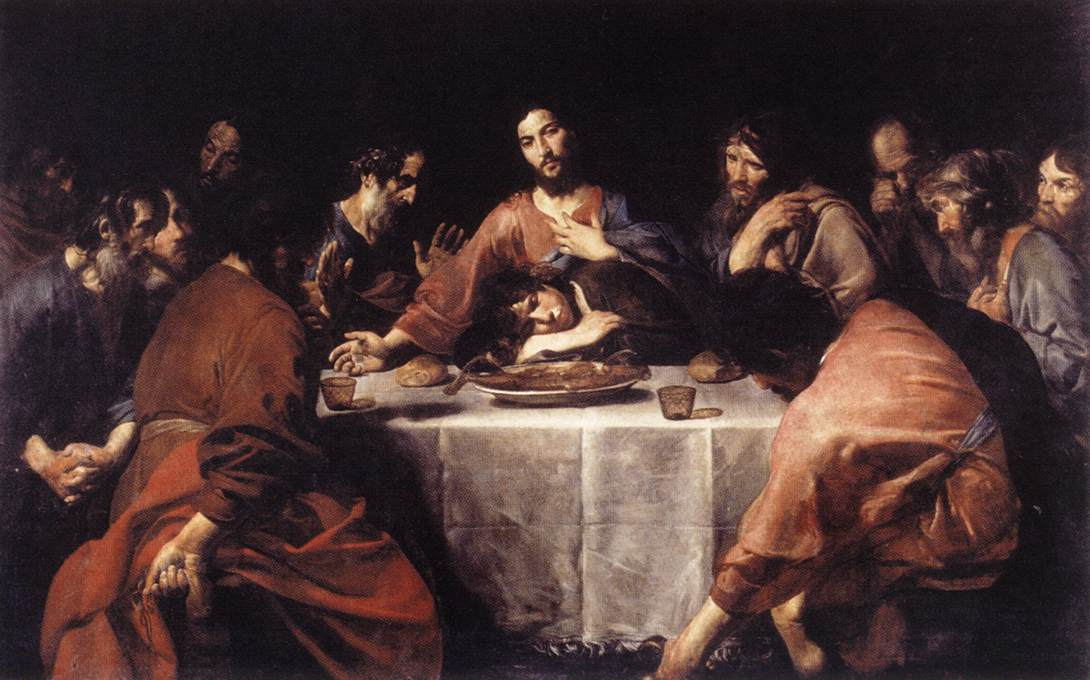
Valentin de Boulogne, Ultima cena

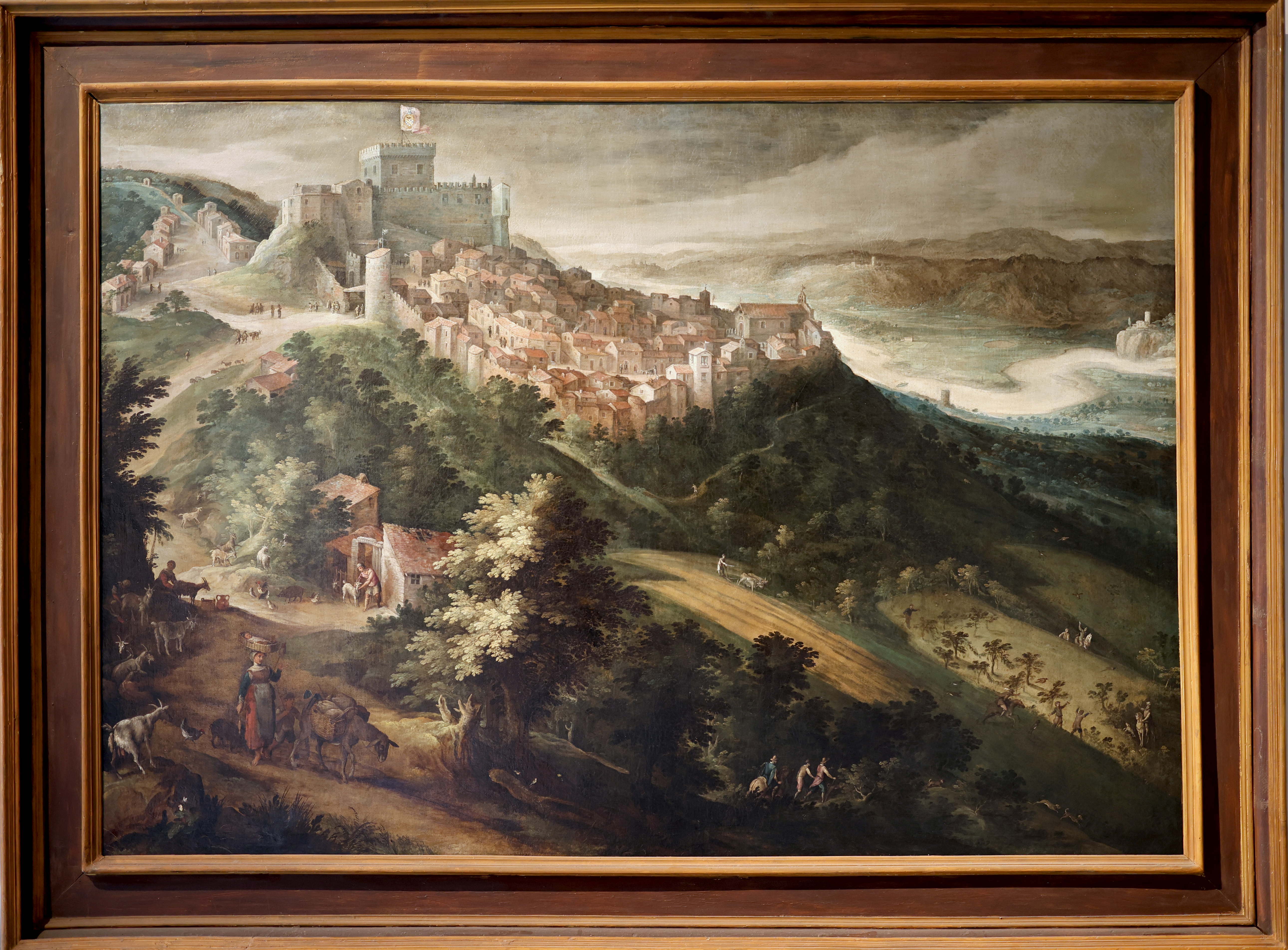
Paul Bril, Veduta di Giove

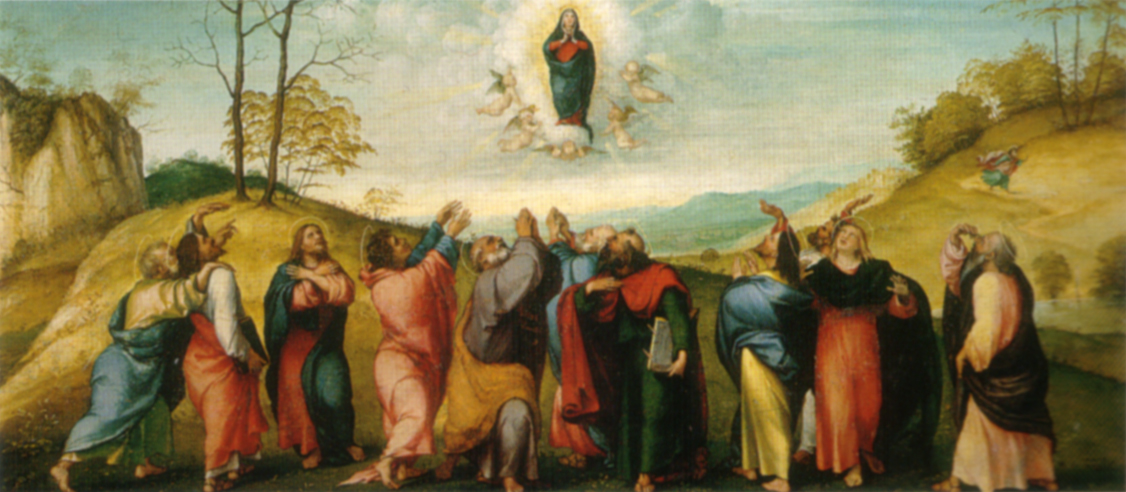
Lorenzo Lotto, Assunzione di Maria

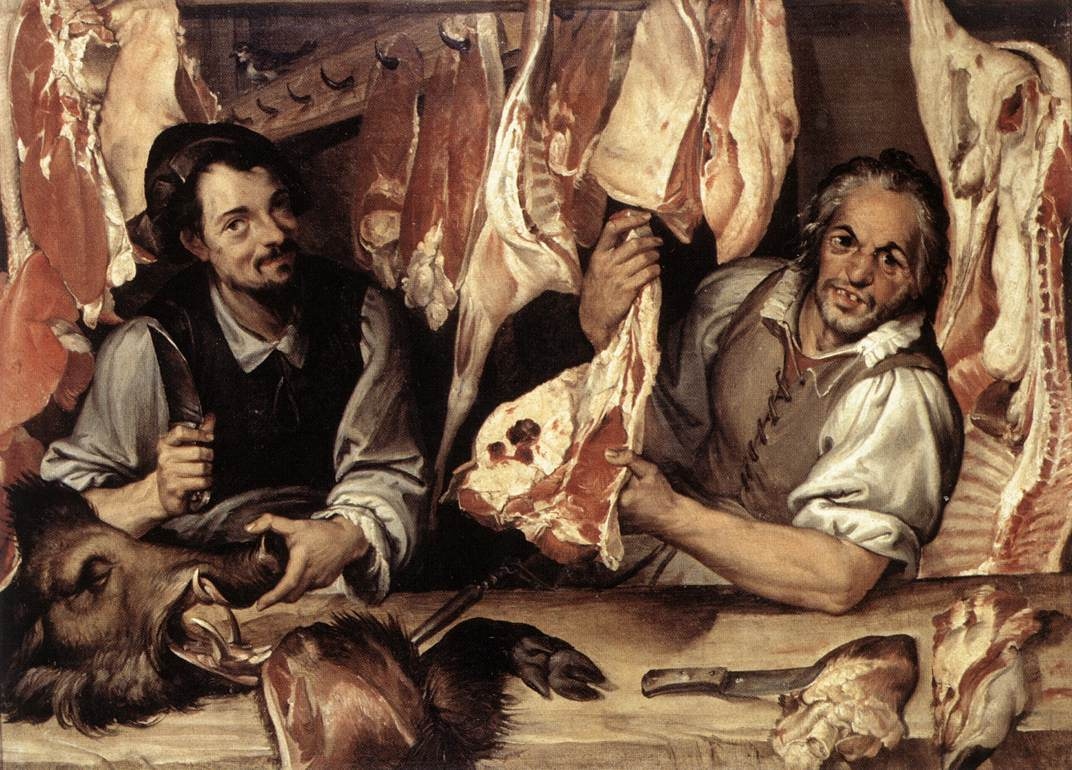
Bartolomeo Passerotti, Macelleria

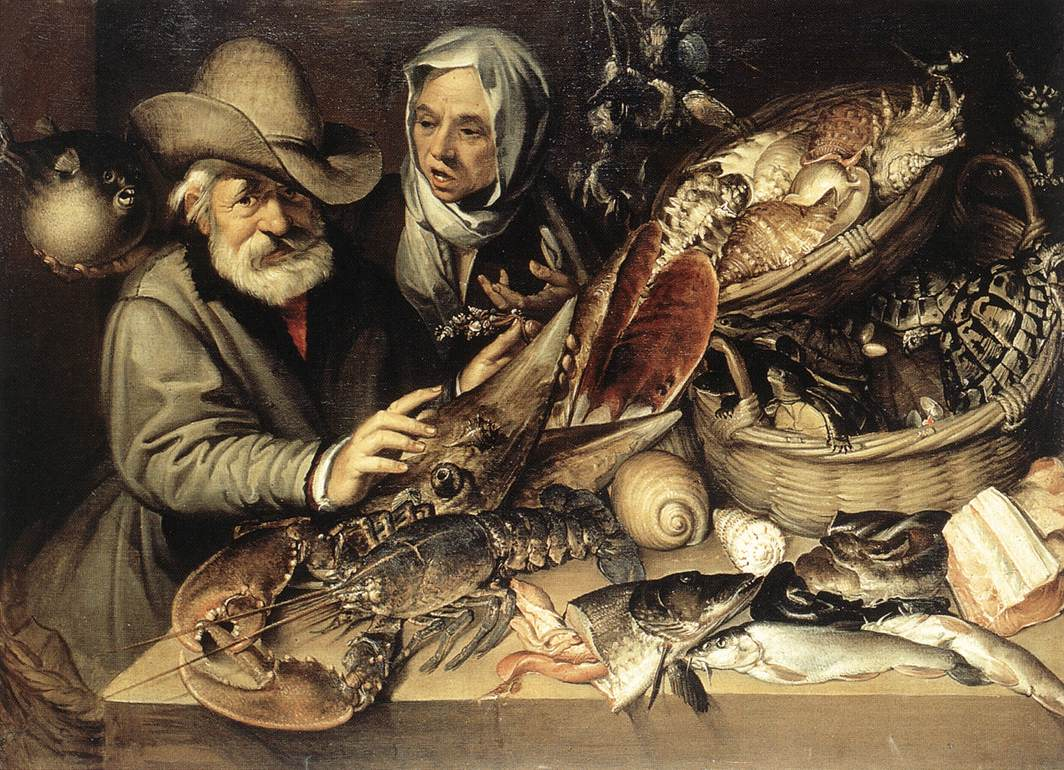
Bartolomeo Passerotti, Pescheria

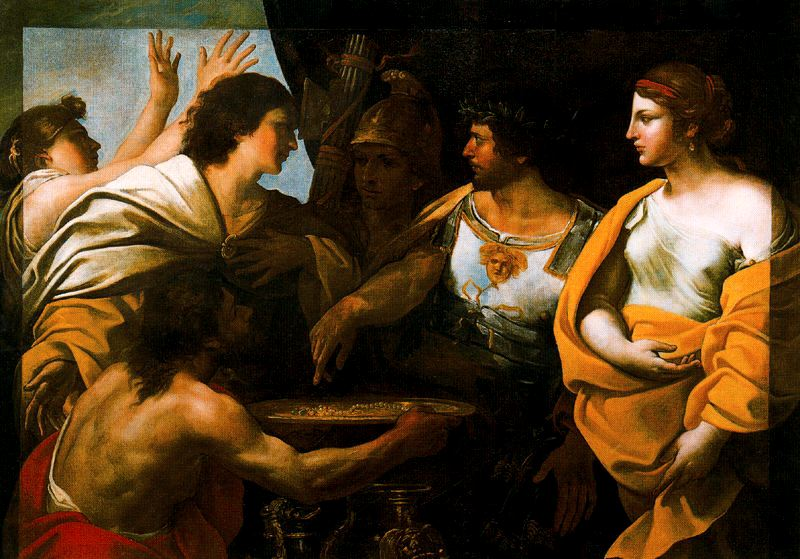
Giovanni Battista Ruggieri, Continenza di Scipione

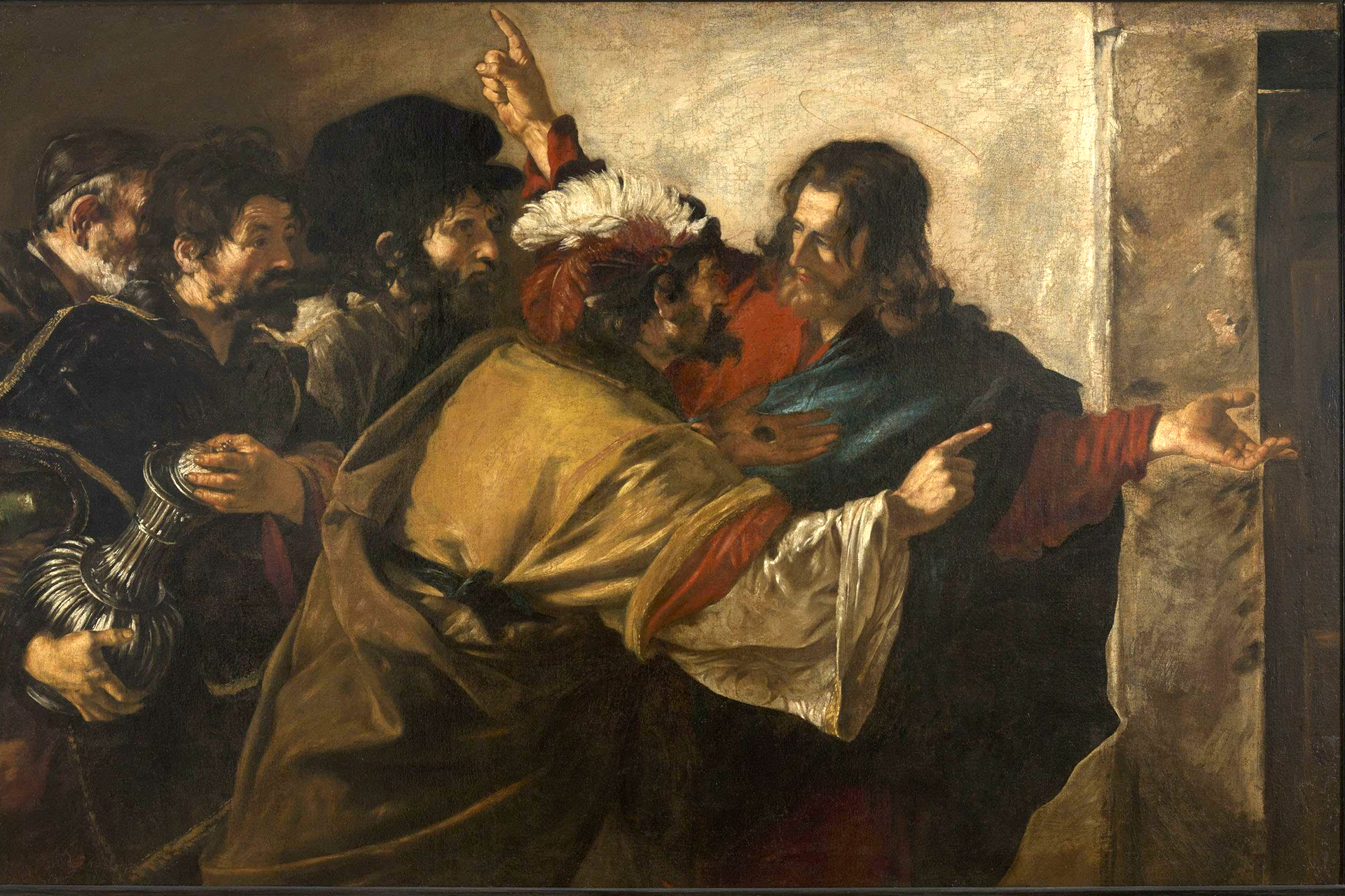
Giovanni Serodine, Tributo della Moneta

- Anonimo romano del XVII secolo, Ritratto di Asdrubale Mattei, Museo Condé, Chantilly
- Bassano (bottega di), Adorazione dei pastori, olio su tela, 97,5×126 cm, National Gallery, Edimburgo
- Bassano (bottega di), Lazzaro e il ricco Epulone, olio su tela, 97,5×126 cm, collezione privata, Scozia
- Bassano (bottega di), Nascita di Cristo, National Gallery, Edimburgo
- Gian Lorenzo Bernini e bottega, Cattedra di san Pietro,[61] modello in terracotta, 58,4×29,2 cm, 1658 ca., Institute of Arts, Detroit
- Valentin de Boulogne, Ultima cena, olio su tela, 139×230 cm, 1625 circa, Galleria nazionale d'arte antica di Palazzo Barberini, Roma
- Giacinto Brandi, Flagellazione di sant'Andrea, olio su tela, XVII secolo, collezione privata, Roma
- Giacinto Brandi, Matrimonio mistico di santa Caterina d'Alessandria, olio su tela, XVII secolo, collezione privata, Roma
- Paul Bril, Diana e Atteone, collezione privata, Roma
- Paul Bril, Feudi di Casa Mattei: Castel San Pietro, olio su tela, 155×220 cm, 1601, Galleria nazionale d'arte antica di Palazzo Barberini, Roma
- Paul Bril, Feudo di casa Mattei: Castel Belmonte, olio su tela, 155×220 cm, 1601, Galleria nazionale d'arte antica di Palazzo Barberini, Roma
- Paul Bril, Veduta di Giove, olio su tela, 155×220 cm, 1601, Galleria nazionale d'arte antica di Palazzo Barberini, Roma
- Paul Bril, Veduta di Rocca Sinibalda, olio su tela, 155×220 cm, 1601, Galleria nazionale d'arte antica di Palazzo Barberini, Roma
- Paul Bril, Venere e Adone, collezione privata, Roma
- Caravaggio, Cena in Emmaus, olio su tela, 141×196 cm, 1601-1602, National Gallery, Londra (poi confluita nella collezione Borghese)
- Caravaggio (o copia da?), Cattura di Cristo, olio su tela, 164×245 cm, 1602, collezione privata, Roma[30]
- Caravaggio (o copia di Gerrit van Honthorst?), Cattura di Cristo, olio su tela, 133,5×169,5 cm, 1602, Galleria nazionale d'Irlanda, Dublino
- Caravaggio (o copia di Giovanni Attilio?), Cattura di Cristo, olio su tela, 133×171 cm, Museo d'arte occidentale e orientale, Odessa
- Caravaggio (o copia di Prospero Orsi?), Incredulità di san Tommaso, non rintracciato
- Caravaggio (attribuita a), San Francesco in meditazione, olio su tela, 128×97 cm, 1603 ca., collezione privata
- Caravaggio, San Giovanni Battista, olio su tela, 129×94 cm, 1602 ca., Pinacoteca Capitolina, Roma (poi confluita nella collezione del cardinale Francesco Maria Del Monte, successivamente nella collezione Pio)
- Bartolomeo Cavarozzi, Disputa di santo Stefano, 96×134 cm, 1615 circa, già Historical Society, New York
- Gaspare Celio, Battaglia fra Cesare e Pompeo, olio su tela, 250×365 cm, XVII secolo, Galleria nazionale d'arte antica di Palazzo Barberini, Roma
- Pietro da Cortona, Cristo e l'adultera, 1625-1626, Institute of Arts, Detroit
- Pietro da Cortona, Natività, olio su tela, 1625-1626, Galleria nazionale d'arte antica di Palazzo Barberini, Roma
- Ciro Ferri (copia da), Battesimo di Cristo, olio su tela, 149×228 cm, XVII secolo, Galleria nazionale d'arte antica di Palazzo Barberini, Roma
- Giovanni Ferri, Corteo di papa Clemente VII (×4 tele), oli su tela, 1624, palazzo Mattei di Giove, Roma
- Giovanni Ferri, Corteo funebre di Solimano il Magnifico, (×2 tele) olio su tela, 1624, palazzo Mattei di Giove, Roma
- Giovanni Ferri, Corteo funebre per Solimano: il corteo del Gran Turco (×2 tele), olio su tela, 1628, Galleria nazionale d'arte antica di Palazzo Barberini, Roma
- Giovanni Ferri, Corteo per la presa di Ferrara: Ingresso di Clemente VIII a Ferrara (×2 tele), olio su tela, 1628, Galleria nazionale d'arte antica di Palazzo Barberini, Roma
- Giovanni Ferri, Giostra del Saracino a Piazza Navona nel Carnevale del 1634, olio su tela, 155×283 cm, 1634, Museo a palazzo Braschi, Roma
- Giovanni Ferri, Ingresso di Carlo V a Bologna (×2 tele), olio su tela, 1628, Galleria nazionale d'arte antica di Palazzo Barberini, Roma
- Giovanni Ferri, Morte di Solimano il Magnifico, olio su tela, 1624, palazzo Mattei di Giove, Roma
- Giovanni Ferri, Morte e toletta del Gran Turco, olio su tela, 1628, Galleria nazionale d'arte antica di Palazzo Barberini, Roma
- Giovanni Ferri, Trasporto del Gran Turco, olio su tela, 1628, Galleria nazionale d'arte antica di Palazzo Barberini, Roma
- Pietro Ferri, Circoncisione, 1624 circa, ubicazione ignota
- Antiveduto Grammatica, Cristo portacroce, olio su tela, 139×194 cm, 1610-1615, collezione J. Fusco, Cowdenbeath
- Antiveduto Grammatica, Disputa di Cristo tra i Dottori, olio su tela, 139×194 cm, ante 1614, collezione privata scozzese, in deposito alla National Gallery, Edimburgo
- Guercino, Marte con un amorino, olio su tela, 180×236 cm, 1649, segnalato nell'inventario del 1721 della collezione Mattei di Paganica, poi nel palazzetto all'Olmo di Roma, probabilmente identificabile con quella oggi all'Art Musem, Cincinnati[62]
- Lorenzo Lotto, Assunzione di Maria, olio su tavola, 27×58 cm, 1512, Pinacoteca di Brera, Milano
- Pietro Paolo Olivieri, Andromeda, scultura, collezione privata, New York
- Pietro Paolo Olivieri, Apollo e Marsia, scultura, non rintracciata
- Bartolomeo Passerotti, Venditrice di carne (Macelleria), olio su tela, 112×152 cm, 1580 circa, Galleria nazionale d'arte antica di Palazzo Barberini, Roma
- Bartolomeo Passerotti, Venditrice di ortaggi, olio su tela, 114×96 cm, presumibilmente tagliata ai lati, 1580 circa, probabilmente identificabile con quella alla Gemäldegalerie, Berlino
- Bartolomeo Passerotti, Venditrice di pesce (Pescheria), olio su tela, 112×152 cm, 1580 circa, Galleria nazionale d'arte antica di Palazzo Barberini, Roma
- Bartolomeo Passerotti, Venditrice di pollame, olio su tela, 112×152 cm, 1580 circa, Fondazione Longhi, Firenze
- Guido Reni, San Pietro, olio su tela, 90×73 cm, Pinacoteca di Brera, Milano
- Orazio Riminaldi, Sacrificio di Isacco, olio su tela, 149×229 cm, 1625 circa, Galleria nazionale d'arte antica di Palazzo Barberini, Roma
- Orazio Riminaldi, Sacrificio di Isacco, olio su tela, 1620-1625, collezione privata, Svizzera
- Cristoforo Roncalli Assunta tra san Francesco e san Matteo, palazzo Mattei di Giove, Roma
- Giovanni Battista Ruggieri, Continenza di Scipione, olio su tela, 140×194 cm, 1630, Galleria nazionale d'arte antica di Palazzo Barberini, Roma
- Giovanni Battista Ruggieri, David e Abigail, olio su tela, 124×204 cm, 1630, Galleria nazionale d'arte antica di Palazzo Barberini, Roma
- Andrea Sacchi, Battesimo di Cristo, 1630, Galleria nazionale d'arte antica di Palazzo Barberini, Roma
- Carlo Saraceni, Cacciata dei mercanti dal tempio, disperso
- Giovanni Serodine, Disputa di Cristo tra i Dottori, olio su tela, 145×224 cm, 1625 circa, Museo del Louvre, Parigi
- Giovanni Serodine, Incontro tra i santi Pietro e Paolo sulla via del martirio, olio su tela, 144×220 cm, 1625-1626, Galleria nazionale d'arte antica di Palazzo Barberini, Roma
- Giovanni Serodine, Tributo della moneta, olio su tela, 146×227 cm, 1625-1626, National Gallery, Edimburgo
- Cristoforo Stati, Amicizia, marmo, 1605,  Museo del Louvre, Parigi
- Tintoretto (scuola di), Nozze di Cana, olio su tela, 124×204 cm, XVI secolo, Galleria nazionale d'arte antica di Palazzo Barberini, Roma
- Alessandro Turchi, Cristo e la Samaritana al pozzo, collezione privata, New York
- Alessandro Turchi, Santa Marta con santa Maria Maddalena, ubicazione ignota

## Albero genealogico degli eredi della collezione
Segue un sommario albero genealogico degli eredi della collezione Mattei, dove sono evidenziati in grassetto gli esponenti della famiglia che hanno ereditato, custodito o che comunque sono risultati influenti nelle dinamiche inerenti alla collezione d'arte. Per semplicità, il cognome Mattei viene abbreviato a "M.".
| | | | | | | | | | |                                                                                      |                               |
| | | | | | Alessandro M. (...-1565) (sposato con Emilia Mazzatesta) | | | | |                                                                                      |                               |
| | | | | | | | | | |                                                                                      |                               |
| | | | | | | | | | |                                                                                      |                               |
| | | Ciriaco M. (1545-1614) (fu l'iniziatore della collezione nonché il committente delle tre tele del Caravaggio presenti nella raccolta: la Cena in Emmaus, il San Giovanni Battista "Capitolino" e la Cattura di Cristo) | Ciriaco M. (1545-1614) (fu l'iniziatore della collezione nonché il committente delle tre tele del Caravaggio presenti nella raccolta: la Cena in Emmaus, il San Giovanni Battista "Capitolino" e la Cattura di Cristo) | Girolamo M. (1547-1603) (cardinale; Caravaggio dichiarava nei suoi atti che viveva presso il palazzo M. ospite di Girolamo)                                                                          | Girolamo M. (1547-1603) (cardinale; Caravaggio dichiarava nei suoi atti che viveva presso il palazzo M. ospite di Girolamo)                                                                                     | | Asdrubale M. (1556-1638) (ereditò la collezione per rinuncia del nipote Alessandro; già dal 1624, poi nel 1631 e 1638 risultava presso di lui la Cattura di Cristo del Caravaggio)                                                                | Asdrubale M. (1556-1638) (ereditò la collezione per rinuncia del nipote Alessandro; già dal 1624, poi nel 1631 e 1638 risultava presso di lui la Cattura di Cristo del Caravaggio) | ...e altri 3 fratelli | ...e altri 3 fratelli                                                                |                               |
| | | | | | | | | | |                                                                                      |                               |
| | | | | | | | | | |                                                                                      |                               |
| Giovanni Battista M. (1568-1624) (ereditò il San Giovanni Battista e la Cattura di Cristo del Caravaggio, che figurano nel suo inventario del 1616; nel 1624 dona un'altra versione della Cattura di Cristo al cugino Paolo, probabilmente identificabile con la tela oggi a Dublino) | Giovanni Battista M. (1568-1624) (ereditò il San Giovanni Battista e la Cattura di Cristo del Caravaggio, che figurano nel suo inventario del 1616; nel 1624 dona un'altra versione della Cattura di Cristo al cugino Paolo, probabilmente identificabile con la tela oggi a Dublino) | Alessandro M. (1574–1630) (abate, ereditò la collezione del fratello, il palazzo di famiglia a Roma e la villa al Celio, che in seguito donò allo zio Asdrubale in cambio di un vitalizio)                             | Alessandro M. (1574–1630) (abate, ereditò la collezione del fratello, il palazzo di famiglia a Roma e la villa al Celio, che in seguito donò allo zio Asdrubale in cambio di un vitalizio)                             | ...e altri 3 fratelli/sorelle | ...e altri 3 fratelli/sorelle | sposato in prime nozze con Eleonora de' Rossi | sposato in prime nozze con Eleonora de' Rossi | | sposato in seconde nozze con Costanza Gonzaga, da cui nacque il ramo dei M. di Giove | sposato in seconde nozze con Costanza Gonzaga, da cui nacque il ramo dei M. di Giove |                               |
| | | | | | | | | | |                                                                                      |                               |
| | | | | | | | | | |                                                                                      |                               |
| | | | | | | Paolo M. (1589-1638) (abate e protonotario apostolico, ebbe in dono nel 1624 da Giovanni Battista una versione della Cattura di Cristo, che non era quella già di Ciriaco, che invece finì al padre Asdrubale; morì quattro giorni dopo il padre) | Paolo M. (1589-1638) (abate e protonotario apostolico, ebbe in dono nel 1624 da Giovanni Battista una versione della Cattura di Cristo, che non era quella già di Ciriaco, che invece finì al padre Asdrubale; morì quattro giorni dopo il padre) | Girolamo M. (1606-1676) (I duca di Giove; ereditò la collezione del fratello Paolo e generò, tramite seconde nozze con Eugenia Spada, nipote del cardinale Bernardino, la linea che diede seguito alla raccolta; il suo inventario post mortem del 1676 citava sia la Cattura di Cristo già di Ciriaco e di Asdrubale che la copia già di Paolo) | Girolamo M. (1606-1676) (I duca di Giove; ereditò la collezione del fratello Paolo e generò, tramite seconde nozze con Eugenia Spada, nipote del cardinale Bernardino, la linea che diede seguito alla raccolta; il suo inventario post mortem del 1676 citava sia la Cattura di Cristo già di Ciriaco e di Asdrubale che la copia già di Paolo) | ...e altri 6 fratelli/sorelle                                                        | ...e altri 6 fratelli/sorelle |
| | | | | | | | | | |                                                                                      |                               |
| | | | | | | | | | |                                                                                      |                               |
| | | | | | | | | Alessandro M. (1670-1729) (II duca di Giove; nel suo inventario post mortem del 1729 era citata la Cattura di Cristo oggi a Dublino) | |                                                                                      |                               |
| | | | | | | | | | |                                                                                      |                               |
| | | | | | | | | | |                                                                                      |                               |
| | | | | | | | Girolamo M. (1702-1753) (III duca di Giove; nell'inventario del 1753 era citata la Cattura di Cristo ritenuta originale, quella poi confluita nella collezione Sannini a Firenze e oggi in raccolta privata)                                      | Girolamo M. (1702-1753) (III duca di Giove; nell'inventario del 1753 era citata la Cattura di Cristo ritenuta originale, quella poi confluita nella collezione Sannini a Firenze e oggi in raccolta privata) | ...e altri 4 fratelli/sorelle | ...e altri 4 fratelli/sorelle                                                        |                               |
| | | | | | | | | | |                                                                                      |                               |
| | | | | | | | | | |                                                                                      |                               |
| | | | | | | Giuseppe M. (1735-1809) (IV duca di Giove; nel 1770 vendette gran parte delle opere archeologiche della collezione a papa Clemente XIV) | Giuseppe M. (1735-1809) (IV duca di Giove; nel 1770 vendette gran parte delle opere archeologiche della collezione a papa Clemente XIV) | ...e altri 4 fratelli/sorelle | ...e altri 4 fratelli/sorelle |                                                                                      |                               |
| | | | | | | | | | |                                                                                      |                               |
| | | | | | | | | | |                                                                                      |                               |
| | | | | | Marianna M. (1777-1830) (sposò Carlo Teodoro Antici, da cui ebbe seguito la dinastia Antici-M.; fu di fatto l'ultima discendente dei M. di Giove dopo il ritorno della collezione dal pronipote Carlo Canonici) | Marianna M. (1777-1830) (sposò Carlo Teodoro Antici, da cui ebbe seguito la dinastia Antici-M.; fu di fatto l'ultima discendente dei M. di Giove dopo il ritorno della collezione dal pronipote Carlo Canonici)                                   | | Filippo M. (...-1801) (V duca di Giove, sposò Anna Sforza Cesarini; fu l'ultimo erede maschio della linea dei M. di Giove) | Filippo M. (...-1801) (V duca di Giove, sposò Anna Sforza Cesarini; fu l'ultimo erede maschio della linea dei M. di Giove) |                                                                                      |                               |
| | | | | | | | | | |                                                                                      |                               |
| | | | | | | | | | |                                                                                      |                               |
| | | | | Matteo Antici-M. (...-...) (ereditò il feudo e il palazzo di Giove, nonché quello di Roma con tutta la collezione ivi rimasta)                                                                       | Matteo Antici-M. (...-...) (ereditò il feudo e il palazzo di Giove, nonché quello di Roma con tutta la collezione ivi rimasta)                                                                                  | ...e altri 8 fratelli/sorelle | ...e altri 8 fratelli/sorelle | Caterina M. (...-...) (sposò Giovanni Battista Canonici) | Caterina M. (...-...) (sposò Giovanni Battista Canonici) |                                                                                      |                               |
| | | | | | | | | | |                                                                                      |                               |
| | | | | | | | | | |                                                                                      |                               |
| | | | | Nel 1923 e nel 1936 sono stati acquistati rispettivamente un gruppo di 39 pezzi d'antichità e il palazzo M. di Giove ai Funari dallo Stato italiano che nel 1939 acquistò anche un gruppo di 23 tele | Nel 1923 e nel 1936 sono stati acquistati rispettivamente un gruppo di 39 pezzi d'antichità e il palazzo M. di Giove ai Funari dallo Stato italiano che nel 1939 acquistò anche un gruppo di 23 tele            | | | Carlo Canonici (...-...) (prematuramente morto, senza eredi, ritornò la collezione alla linea dei M. di Giove della prozia Marianna) | Carlo Canonici (...-...) (prematuramente morto, senza eredi, ritornò la collezione alla linea dei M. di Giove della prozia Marianna) |                                                                                      |                               |